# Chronik der Dobbertiner Klosterkirche

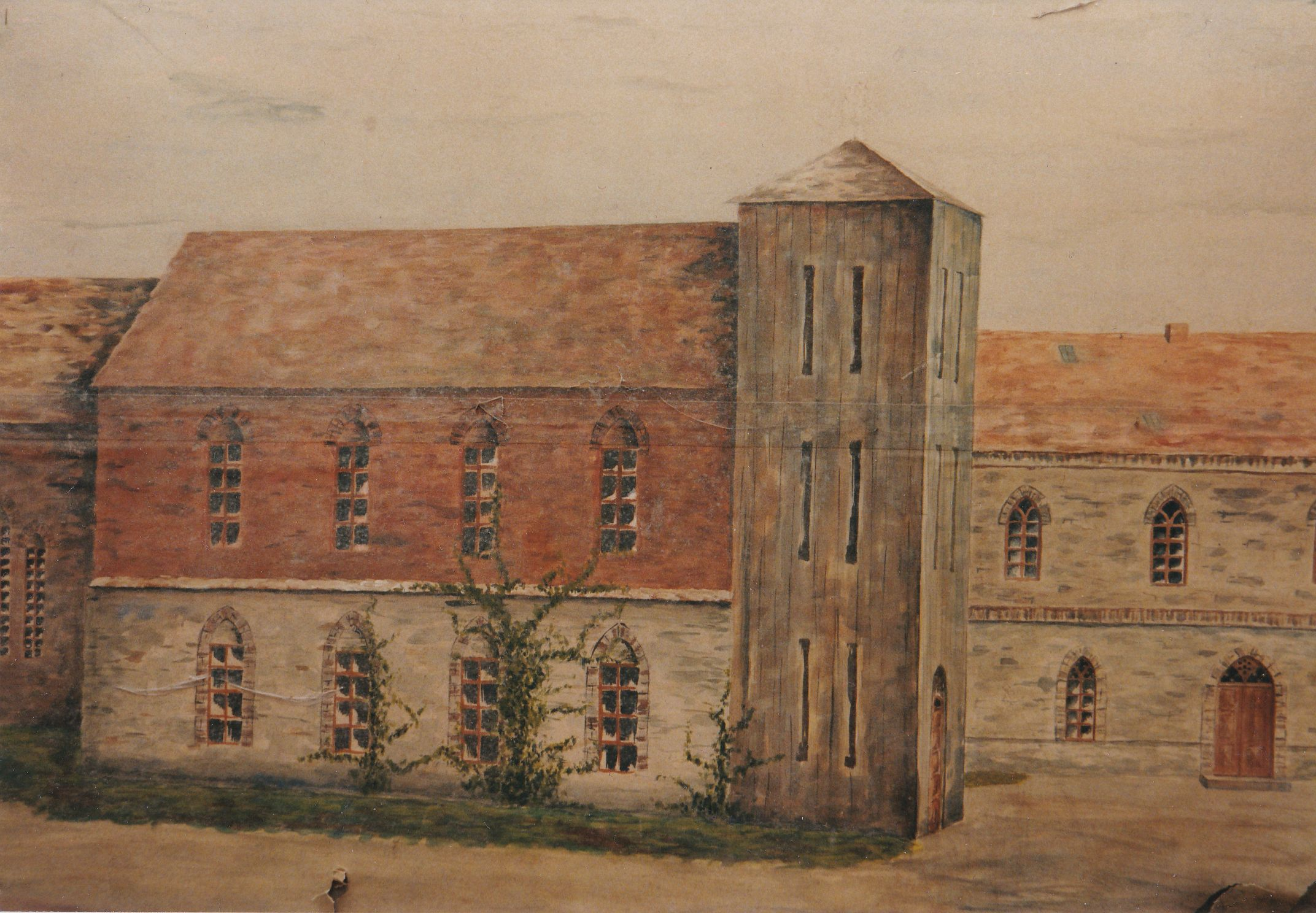
Vom Dobbertiner Malermeister Gustav Awe 1923 gemalte alte Klosterkirche

Von der mittelalterlichen Baugeschichte der Dobbertiner Klosterkirche ist wenig überliefert. Die erhaltenen Urkunden geben Auskunft über die Besitzverhältnisse und Schenkungen dieser Jahre, doch selten etwas zum Kirchen- und Klosterbau. Alle bisherigen Recherchen zum Baugeschehen der Dobbertiner Klosterkirche in den Jahrhunderten sind hier dokumentiert.

## Daten zur Geschichte
Die Klosterkirche von Dobbertin wurde bislang von den Forschungen zur mittelalterlichen Architekturgeschichte weitgehend ignoriert, viel zu stark dominiert heute noch die neugotische Umgestaltung durch Georg Adolph Demmler, in Anlehnung an die Friedrichswerdersche Kirche von Karl Friedrich Schinkel in Berlin. Dabei haben sich im Kern dieser nahezu vollständigen Ummantelung noch große Teile der mittelalterlichen Saalkirche erhalten, die bislang immer als ein Bauwerk des mittleren 14. Jahrhunderts galt. Spätestens im Zuge der sanierungsbegleitenden Ausgrabungen 1995 wurde klar, dass es sich um eine ältere Kirche handeln muss.

### 12. Jahrhundert

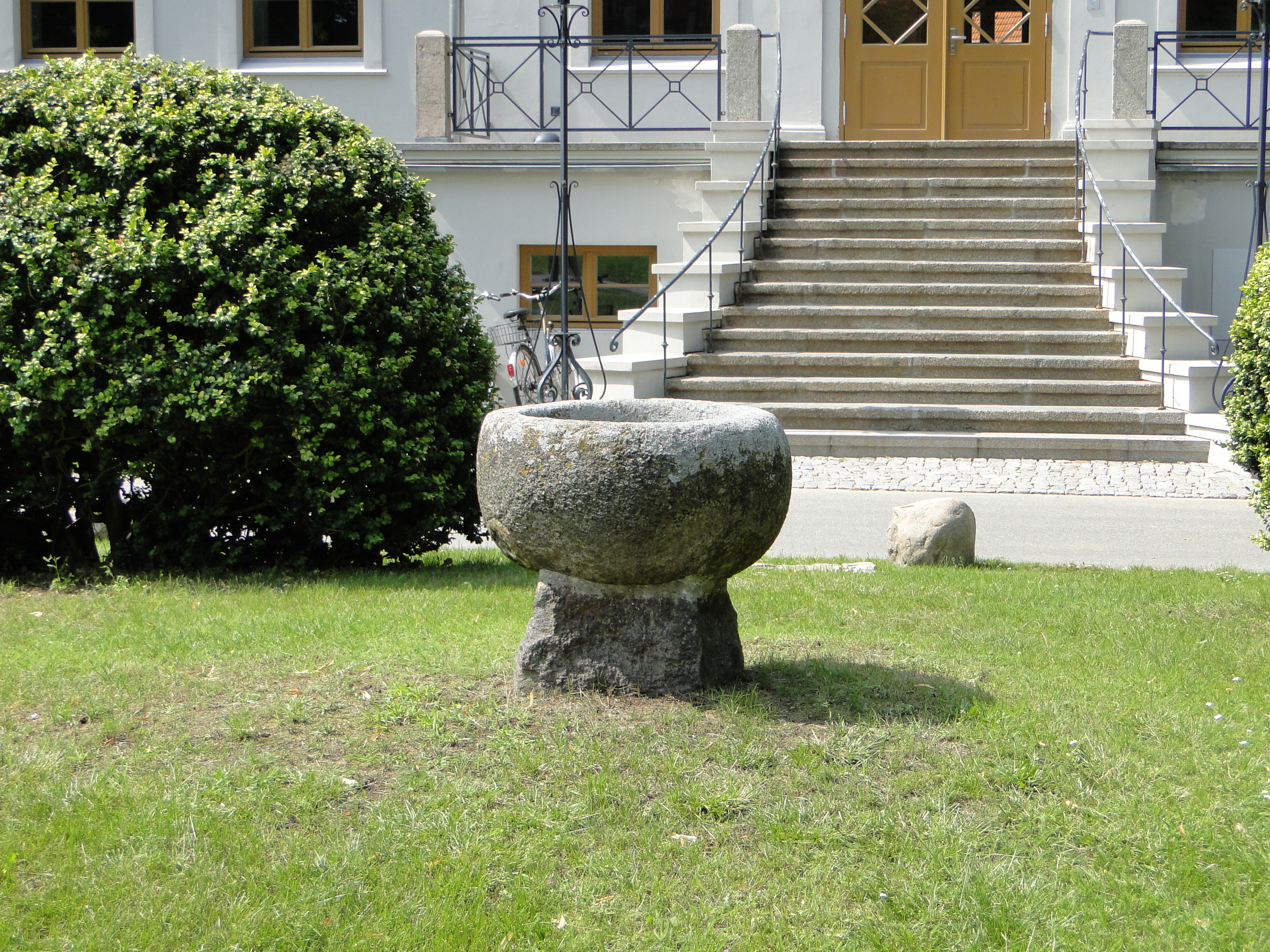
Frühromanische Tauffünte vor der Treppe zum Klosterhauptmannshaus

- 1160 frühromanische Tauffünte von 66 cm Höhe und 71,5 cm Breite steht heute noch auf der Rasenfläche vor dem Klosterhauptmannshaus.[4][5]

### 13. Jahrhundert
- 1220 die Gründung als Benediktiner-Mönchskloster soll zwischen 1219 und 1225 erfolgt sein, eine Stiftungsurkunde ist nicht vorhanden.[6]
- 1227 am 28. August erfolgte die Bestätigung von Güterbesitz an die Mönche im Kloster Dobbertin.[7] Am 3. Dezember wurde Dietrich/Thedelin prepositus fratum de Dobrotin als erster Propst in Dobbertin genannt,[8] ab 1237 war er Propst im Kloster Rühn.[9][10]
- 1234 am 27. Oktober erfolgte die Umwandlung in ein Kloster der Benediktinerinnen mit Verleihung der freien Wahl des Propstes und der Priorin, dazu noch das Archidiakonatsrecht über die Stadtkirche Goldberg.[11][12]
- 1243 Prepositus Ulrich/Oldaricus.[13]
- 1263 am 28. Januar nahm Papst Urban IV. das Kloster Dobbertin unter seinen Schutz.[14]
- 1257 Propst Volrad/Volraius.[15][16]
- 1277 Amtsantritt Kaplan Hermann/Heinrich als Propst Henricus de Barse im Nonnenkloster.[17][18]

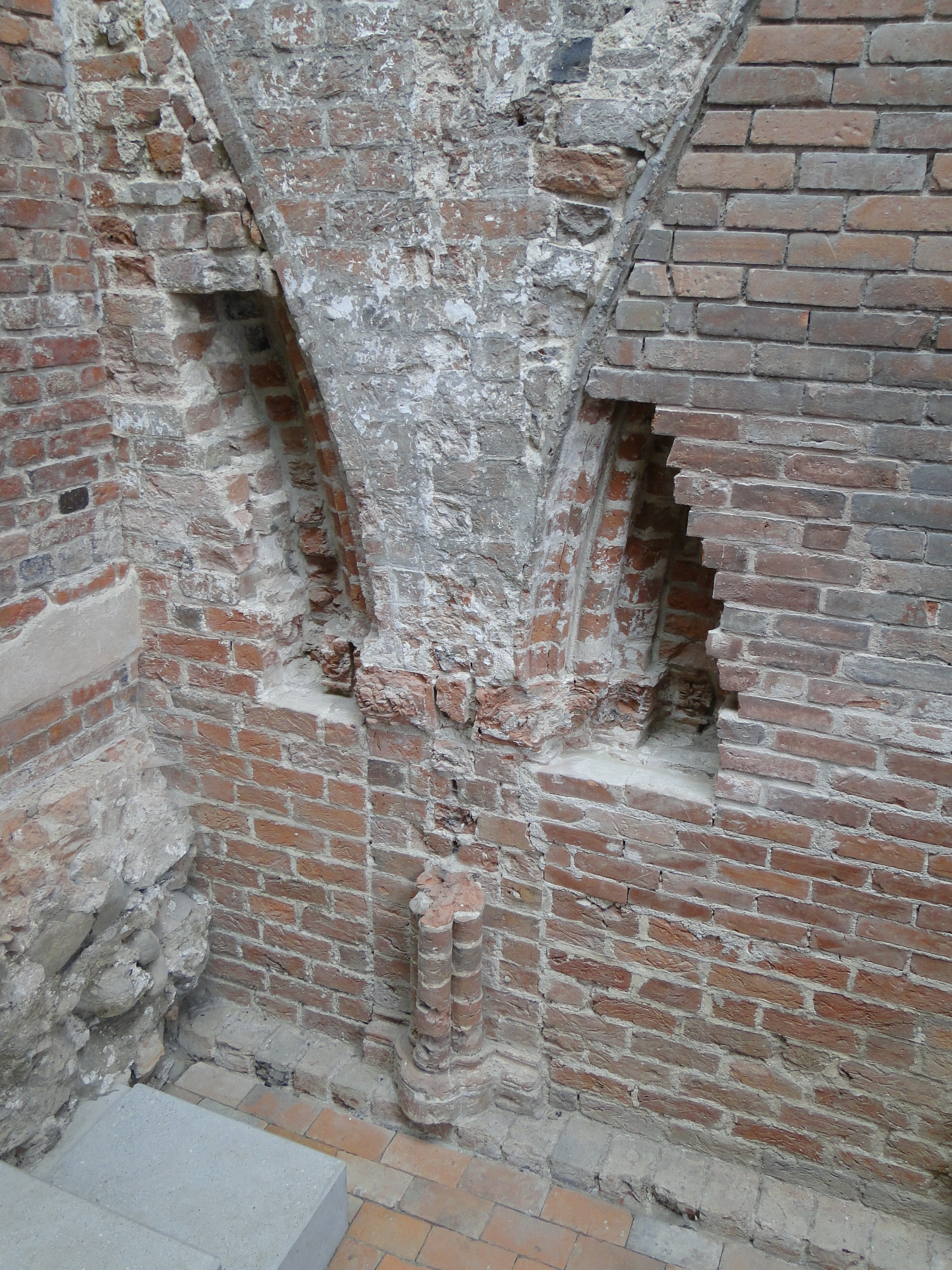
Arkadenbogen von 1280 an der Südfassade

- 1280 Reste eines Arkadenbogens mit aufwendig profilierten Backsteindekor und Weinlaubblättern an der Südwand des heutigen Eingangsbereiches belegen den ersten dreischiffigen Kirchenbau.[19][20]
- 1285 kam es zu Planänderungen mit dem Weiterbau als hoher langgestreckter einschiffiger  Saalbau.[21][22]
- 1286 die dendrochronologischen Untersuchungen eines Rüstholzes,[23] das in der Südfassade oberhalb der mittelalterlichen Arkadenbögen während der Restaurierungsarbeiten 2003 geborgen wurde, belegen den Ursprung des dreischiffigen Kirchenbaus vor 1286.[24][25] Die erhalten gebliebenen mittelalterlichen Gewölbekonsolen der Unterkirche und des Refektoriums lassen deren Einbau kurz vor 1300 vermuten.[26] Die Errichtung der Nonnenempore muss danach erfolgt sein, wie bauzeitlich erhaltene  Farbfassungen auf dem Ziegelmauerwerk der Süd-, West- und Nordseite belegen.[27]

### 14. Jahrhundert
- 1300 wurde das Langhaus bis zur Westfassade als massive Kirche ohne Turm vollendet. In der ersten Planung war der Bau basilikal angelegt, wurde als Saalbau fertig gestellt.[28] In der mittelalterlichen Siedlungsschicht an der Südseite der Klosterkirche wurden 2001 Bruchstücke von dickwandigen Fenstergläsern gefunden. Sie besitzen eine rhombische Grundform mit gekniffenen Rändern und Kantenlängen von 7,6 cm. Weitere dickwandige Fensterbruchstücke mit roter Bemalung hatten florale Motive. Sie belegen eine Verglasung der Kirche spätestens ab um 1300.[29] Urkunde vom 21. August 1300 mit rundem Siegel vom Konvent und dem Siegel vom Prepositus Johannes.[30]

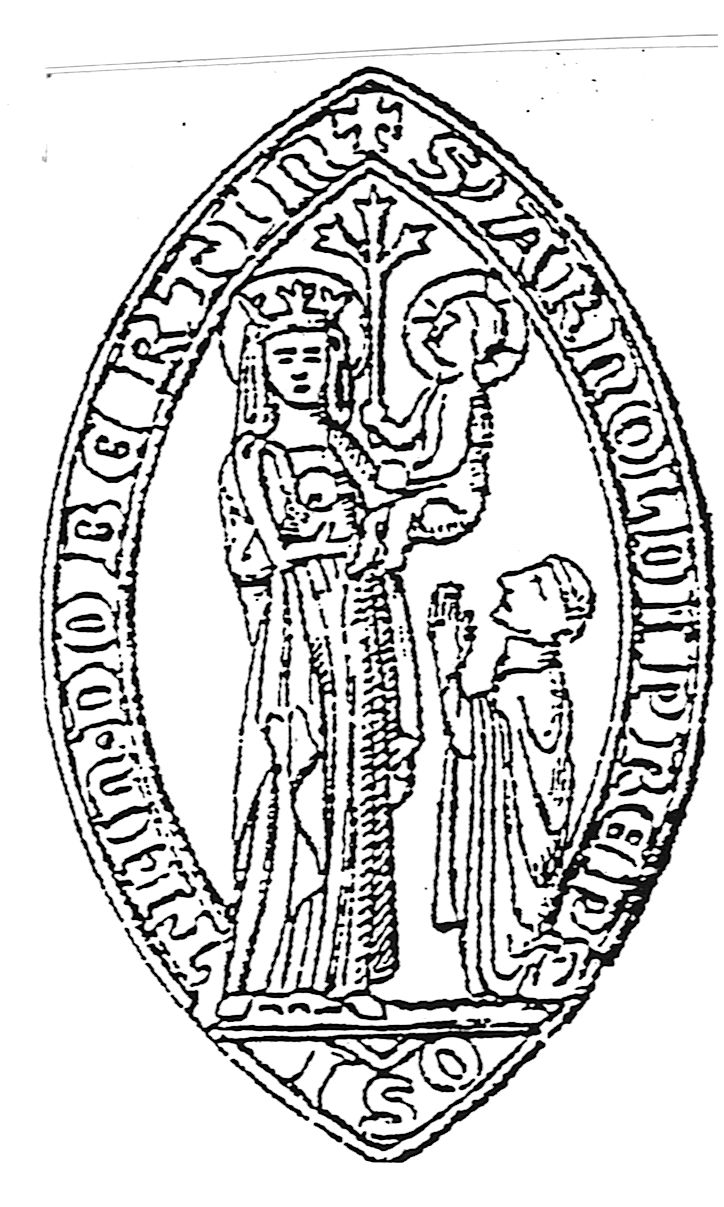
Siegel vom Klosterpropst Arnold. 1302

- 1302 im erhaltenen Geschäftssiegel von Propst Arnold/Arnoldus befindet sich das Brustbild Jungfrau Maria mit Christuskind auf dem Arm, kniend ein Geistlicher.[31]
- 1309 Tietmar/Dithmarus war der erste Kaplan mit einem Siegel.[32]
- 1315 die 1996 im südlichen Kirchturm gefundenen Reste eines mittelalterlichen Triumphkreuzes[33] wurde nach gründlicher Überarbeitung durch den Restaurator Andreas Baumgart am 5. März 2020 an der südlichen Wand der Unterkirche angebracht.[34] Nach dendrochronologischen Untersuchungen durch den Bauforscher Tilo Schöfbeck im Februar 2020 konnte das Eichenkreuz auf 1310/20 datiert werden und wäre somit das älteste noch erhaltene Ausstattungsstück aus der alten Klosterkirche.[35]
- 1331 Papst Johannes XXII. schrieb am 5. Dezember 1331 aus Avignon an die Pröpste der Klöster Rühn und Dobbertin im Schweriner Bistum und beauftragte sie als Exekutoren im Namen des Papstes die Übertragung des Kanonikats an der von Güstrow zu überwachen.[36]
- 1333 am 23. Oktober 1333 nahm Papst Johannes XXII. den Konvent der Benediktiner-Nonnen und die Besitzungen des Klosters Dobbertin unter seinen Schutz.[37]
- 1334 der Prepositus de Dobrotyn Borchard/Burchard war 1322 noch Domherr zu Lübeck.[38]
- 1336 der Prepositus in Dobrotyn Dietrich/Thydericus Vryel mit Siegel, kam als Priester von St. Marien zu Rostock, er war später Kanoniker in Bützow.[39][40]
- 1340 die älteste, 1872 noch vorhandene 972 kg schwere Bronzeglocke mit Inschriften-Buchstaben soll nach 1350 gegossen worden sein. Inschrift in drei Reihen lautet: AVA SANCTA NOS BANIGNA MARIA, O ReX GIORie xpe Veni visitare nos cu pace SINE ME, Mattheus Johannes Lucas, Marcus.[41]
- 1360 der Prior Gerhard/Gerhardus von Bengerstorp war bis 1342 Prior im Kloster Doberan und nach Dobbertin bis 1387 Propst am Güstrower Dom.[42]
- 1362 wurde Prepositus Odberto/Odbertus erwähnt.[43]
- 1365 das Nonnenkloster Dobbertin bittet wegen Verfall seiner Gebäude wiederholt den Lübecker Rat um Unterstützung.[44]
- 1368 der Kaplan Bartholdus von Wanzenberg war 1371 im Auftrag der avignonsischen Kurie tätig.[45]
- 1387 bei den bauarchäologischen Untersuchungen während der Grundsanierung der Klausurgebäude wurde 2002 im Klosterinnenhof die Grabplatte von Bernhard Holle, dem Beichtvater der Klosterfrauen von Dobbertin gefunden. Es ist die kleinste Grabplatte im Kloster und sie steht heute an der Westwand im Durchgang neben dem Refektorium.[46][47]

### 15. Jahrhundert

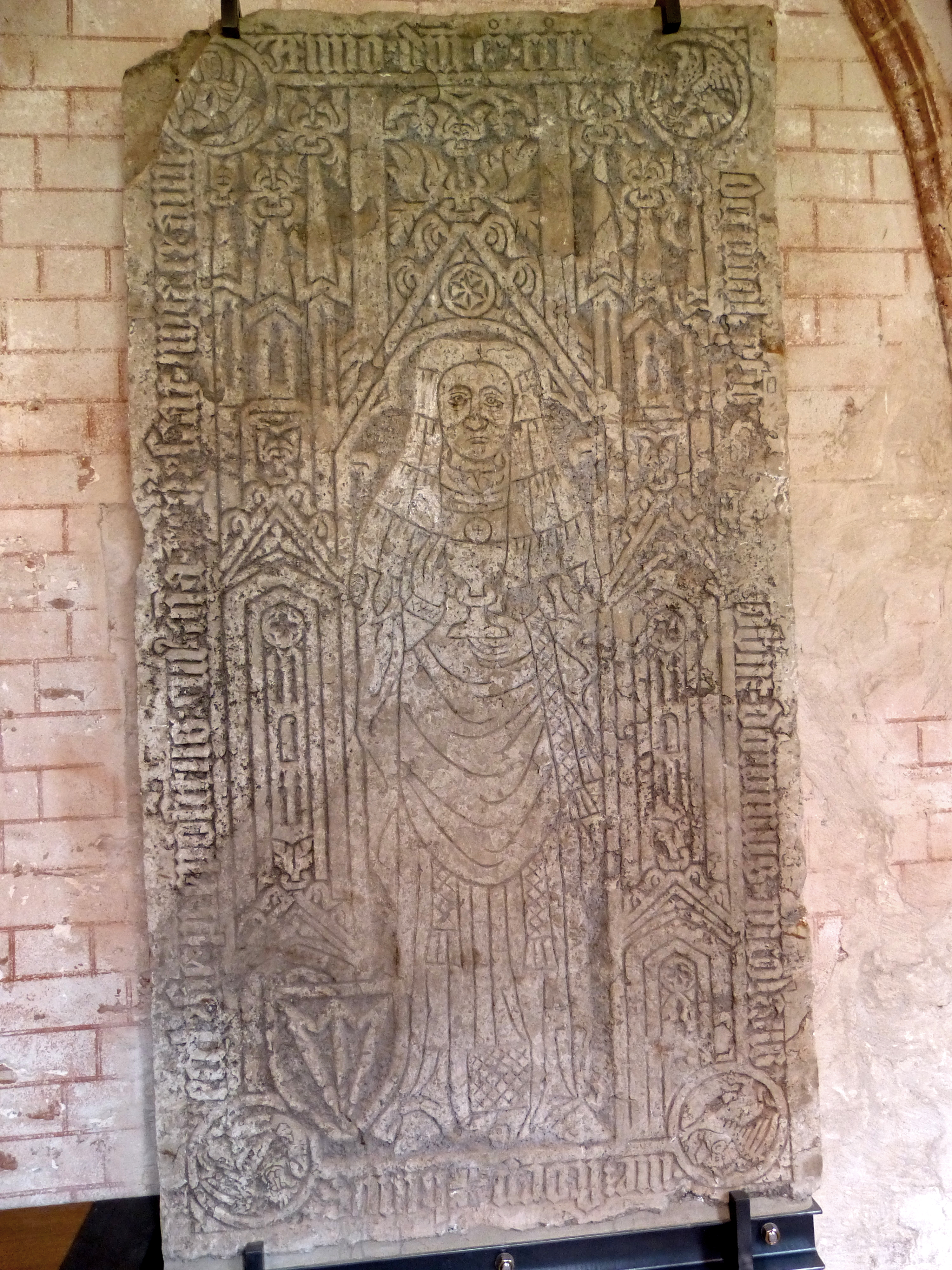
Grabplatte für den Propst Nikolaus Mezstorp von 1417 im südlichen Kreuzgang

- 1400 Melchor Hagenow war Prepositus to Dobbertyn bis 1409.
- 1403 am 21. März bestätigte Bischof Rudolf III. von Schwerin eine Vikarienstiftung vom 6. Januar 1403 zum Altar S. Marien in der Klosterkirche an Propst Nikolaus Mezstorp und Priorissa, der Priorin Ludgard von Preen.[48]
- 1408 erfolgte Stiftung einer Vicarei durch Nicolaus von Dessin in der Klosterkirche zu Dobbertin.
- 1417 Nikolaus Mezstorp, Stiftskanoniker aus dem Güstrower Dom, war seit 1382 Propst zu Dobbertin. Seine Grabplatte steht heute im südlichen Kreuzgang des Klosters.[49][50]
- 1418 im Vatikanischen Geheimarchiv zu Rom befindet sich ein Antrag der Priorin Adelheit von Weltzien und des Konvents des Klosters Dobbertin, Benediktinerordens, zur päpstlichen Erneuerung und Beauftragung von kirchlichen Richtern in Streitfällen. Der Antrag vom 12. August 1418 wurde durch Papst Martin V. für zehn Jahre genehmigt.[51]
- 1419 Propst Nicolaus Scharbow war 1408 noch Kanonikus in Güstrow.[52]
- 1425 Hinrich Voss/Hinrico Vos war bis 1435 Prepositus.[53][54]
- 1427 am 4. April bestätigte Bischof Heinrich III. von Wangelin eine Vikarienstiftung von Henrik Bardey und Johann Dürkopp am Altar im Chor der Klosterkirche.
- 1430 die drei Jünger einer Ölberggruppe, Johannes, Jakobus und Petrus, aus einer Rostocker Werkstatt stammenden großplastische und aus Eichenholz geschnitzten Werke sind heute im Schloss Güstrow des Staatlichen Museum Schwerin zu sehen.[55][56] Sie wurden 1842 auf dem Kirchenboden gefunden und durch den Geheimen Archivrat Dr. Friedrich Lisch dem damaligen Landesmuseum in Schwerin übergeben.[57]
- 1435 Propst Mathias von Weltzien war vorher Propst in Güstrow.[58][59]
- 1440 Waldemar von Moltke war Administrator.
- 1446 Vikar Peter Kassow/Petrus Cassow war Beichtvater der Jungfrauen am St. Jacobs Altar in der Klosterkirche zu Dobbertin.[60]
- 1450 hing ein in Eichenholz geschnitztes Vesperbild in der Kirche.[61]
- 1456 der Magister Nicolaus Beringher/Beryngher war Abgesandte der mecklenburgischen Herzöge in Lübeck, ab 1460 war er in Güstrow zu finden.[62]
- 1460 der bärtige Kopf eines Grabchristus mit Kissen, gehörte einst zu einer überlebensgroßen Christusfigur und befindet sich heute im Staatlichen Museum Schwerin.[63]
- 1470 wurde die Hl. Anna Selbdritt in Eiche geschnitzt.[64]
- 1480 zur Ausstattung gehörten das Kaselkreuz, Applikationen mit Stickerei auf erneuerter Samtunterlage und die Kreuzigungsgruppe Gottvater, Petrus, Paulus und Christopherus. Propst war von 1480 bis 1485 Bartholdus Moller, danach Professor und Rektor an der Uni Rostock.[65][66] Der Geheime Archivrat Friedrich Lisch veranlasste 1857, dass das Kaselkreuz gerahmt und unter Glas gebracht wurde. Es hängt an der Südwand im Kirchenschiff neben der Tür zur Sakristei.[67][68]

### 16. Jahrhundert

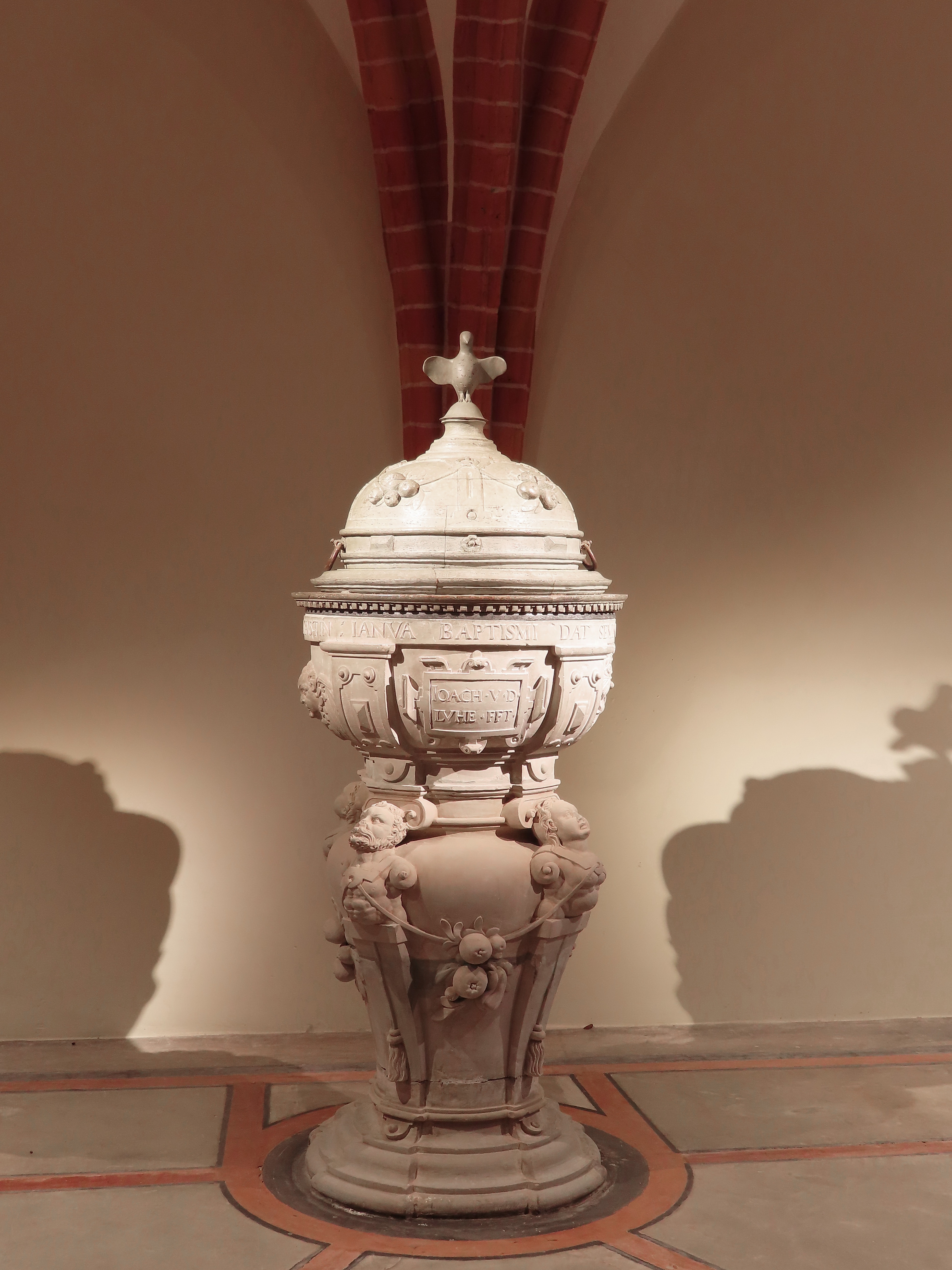
Sandsteinfünte von 1586 mit restauriertem Eichendeckel und neu geschnitzter Taube (2020)

- 1504 Dobbertiner Propst Johannes Thun[69] war bis 1488 Propst im Kloster Rehna, danach bis 1499 Dekan der Kollegiatstiftskirche zu Güstrow und 1504–1506 als Johannes III. Bischof von Schwerin.[70][71]
- 1510 Johann Horn/Johannes van Horn wurde vom Konvent zum Propst gewählt, wurde aber nicht bestätigt, vorher war er Dekan im Stiftskapitel zu Güstrow.[72]
- 1511 Magister Bruna Bruns war Kaplan.[73]
- 1520 Hinrich Moller gehörte zum Prälatenstand bei der Unterzeichnung der Urkunde über die Union der Landstände 1523 in Rostock.[74]
- 1524 Propst Michael Pauli/Pawli, sein Vater Dr. jur. Mathias Pauli war Ratsherr in Güstrow.[75] musste Hopfen und Malz kaufen und die Mauersleute löhnen.[76]
- 1531 Propst Henning von Pentz war danach Propst im Kloster Sonnenkamp.[77]
- 1532 Magister Johannes Garlefstorp/Werlestorff.[78]
- 1539 Beichtvater Nicolaus Hermanni war nach 1543 in der Pfarre zu Goldberg.[79]
- 1550 Andreas Eberlein sei ein bose Predicante, den sie hier erdulden müssten.[80]
- 1556 am 2. November war Herzog Ulrich im Kloster Dobbertin, um während der Reformationsbemühungen die abgotterey bei den Nunnen abzuschaffen.[81]
- 1557 am 7. September wurden die Visitatoren mit Klosterhauptmann Jürgen von Below von der Priorin Hiplita Gans zu Putlitz und den Nonnen nicht ins Kloster gelassen, sie verhandelten einige Tage nur durch das Sprachfenster an der Pforte. Danach musste der Landreiter als Gendarm auf den Kirchturm steigen und den Klöppel aus der Glocke nehmen. Die Visitatoren wurden  von den Nonnen  als öffentliche Kirchenbrecher beschimpft.[82] Prediger Andreas Eberlein sei ein ungeschickter Mensch, im Examen allzeit übel bestand, fast alt und unfleissig.[83]
- 1562 wurde Kaplan Johann Sundecow erwähnt.[84]
- 1569 wurde Michael Pauli als Prediger erwähnt.[85][86]
- 1570 als evangelischer Pastor wurde Joachim Krüger/Joachimus Krögerus erwähnt.[87][88][89]
- 1578 der Herzog Ulrich von Mecklenburg bestätigte nach der letzten am 17. März 1578 durchgeführten Visitation die revidierte Kirchenordnung von 1572.
- 1582 erfolgte eine Kirchenvisitation im Beisein vom Provisor Hans Georg von Linstow und Archimagistro Nicolaus Schröder als Amtsschreiber.[90] Pastor war Peter Röbelmann/Petrus Robelmanus.[91]
- 1586 die 1,10 Meter hohe Sandsteintaufe in Vasenform mit geschnitztem Eichendeckel und einer Taube wurde in der Wismarer Werkstatt des niederländischen Bildhauer Philipp Brandin gefertigt[92] und vom mecklenburgischen Hofmarschall und Klosterhauptmann Joachim von der Lühe der Klosterkirche gestiftet. Zum Taufstein gehörte noch eine kreisrunde schmucklose Taufschale aus Zinn.[93][94] Der über 430 Jahre alte geschnitzt Eichendeckel wurde 1990 durch den damaligen Klosterbauleiter Horst Alsleben vor dem Verheizen aus dem Kohlenkeller neben der Heizung unter der Sakristei gerettet. 30 Jahre später wurde er nach einer Restaurierung mit der von der Schweriner Holzbildhauerin Mandy Breiholdt neu geschnitzten Taube versehen im Juli 2020 wieder auf den Taufstein gelegt.
- 1588 der Klosterhauptmann Joachim von Bassewitz[95] auf Levetzow bei Wismar wurde 1599 Dompropst zu Schwerin, dort 1610 wegen Unfähigkeit abgesetzt. Er sei zu alt und tue zu viel andere Dinge. Er zahlte seine Schulden von 200 Gulden an das Klosteramt zurück.[96]

### 17. Jahrhundert
- 1608 Pastor Enoch Zander/Sander starb 1638 an der Pest.[97][98]
- 1610 am 10. Dezember hatten die Herzöge Adolf Friedrich  und Johann Albrecht zu Mecklenburg für die adligen Jungfrauen-Klöster Dobbertin, Ribnitz und Malchow eine revidierte Ordnung erlassen.[99]
- 1622 ...die zweite Glocke bei Frost zersprungen berichtet Pastor Enoch Zander.[100]
- 1638 am 24. September wurde der 19-jährige Peter/Petrus Zander als Sohn von Enoch Zander zum neuen und jüngsten mecklenburgischen Pastor in Dobbertin berufen.[101][102][103]
- 1640 am 12. August war Pastor Petrus Zander mit 21 Jahren als Abgesandter des Klosters Dobbertin zu Verhandlungen in Klosterangelegenheiten bei der schwedischen Königin Christina in Stockholm. Er kam mit einem vom schwedischen Reichsrat am 12. August 1640 ausgestellten Schutzbrief und 100 Reichstalern für das Kloster am 28. September 1640 zurück.[104][105][106]
- 1649 in der am 9. Oktober durchgeführten Kirchenvisitation wurde vermerkt: ... die Kirche ist innen schön und gut, aber das Dach fehlt fast, weil der schwere Sturm den Turm und einen großen Teil des Daches der Kirche beschädigt hat ... im Glocken-Thurm sind 3 feine Glocken, doch die eine immer geringer als die andere.[107] Organist war der Schulmeister Johann Friedericus Colerus, der Küster Bartolomäus Lembke war ein Schuster.
- 1672 am 25. April berichtete der Orgelbauer Johann Gade aus Rostock zur Reparatur des Orgelwerkes ... Attestatum wegen wohlgebauter Orgel in der Dobbertinschen Closter Kirche ... mit Hilfe des Tischlers und Orgelbauers Christoph Dreises aus Teterow.[108] Die Abnahme der Orgel erfolgte am 21. August 1672.
- 1673 Magister Pastor Magnus Elvers war der Sohn des Ratsherrn Ulrich Elvers aus Rostock.[109][110]
- 1677 zu Auseinandersetzungen kam es zwischen dem Güstrower Superintendenten Hermann Schuchmann und dem Klosteramt über die Rechtmäßigkeit, nur einen Priester zur Wahl zu stellen. Martinus Huth aus Müncheberg in der Mark war bis 1703 Pastor.[111][112][113]
- 1687 gab es einen Prozess gegen den Kirchendiener Andreas Schmitt aus Dobbertin wegen Diebstahl von Kirchengeld.[114]

### 18. Jahrhundert

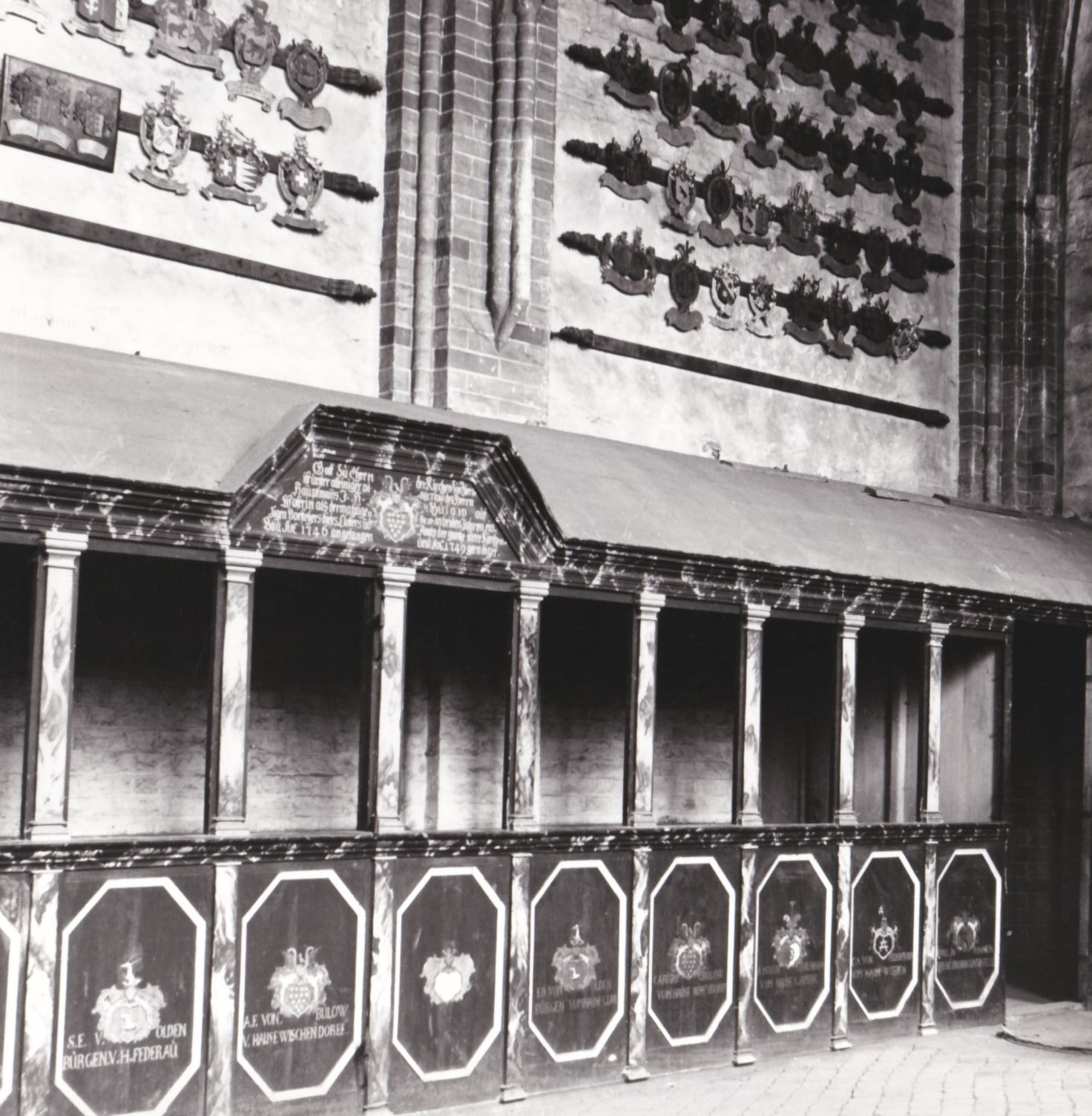
Südliche Gebetsloge auf der Nonnenempore, darüber Wappenschilder der Konventualinnen (1930)

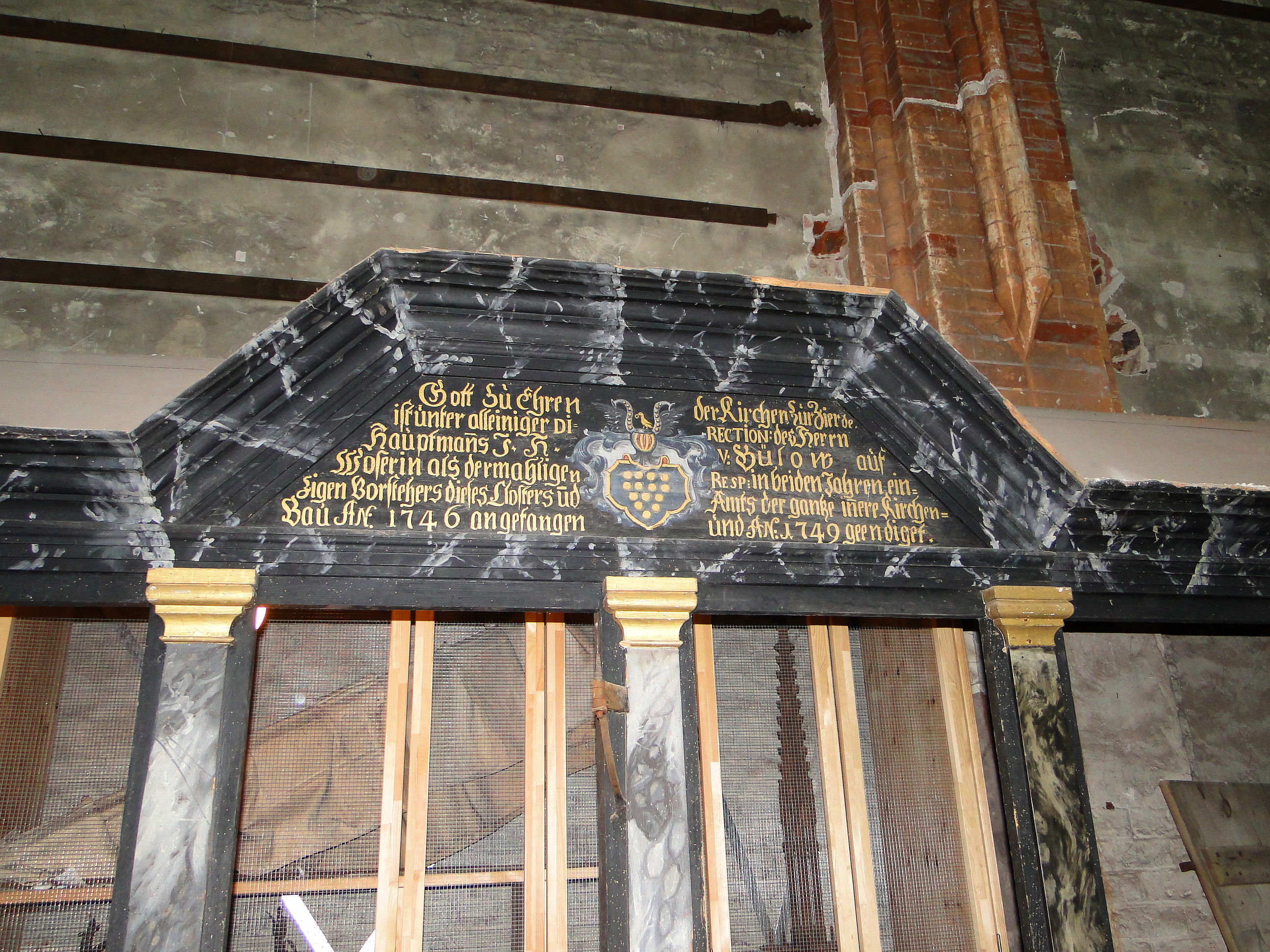
Inschrift Restauro 1746–1749 südliche Gebetslogen, 2017

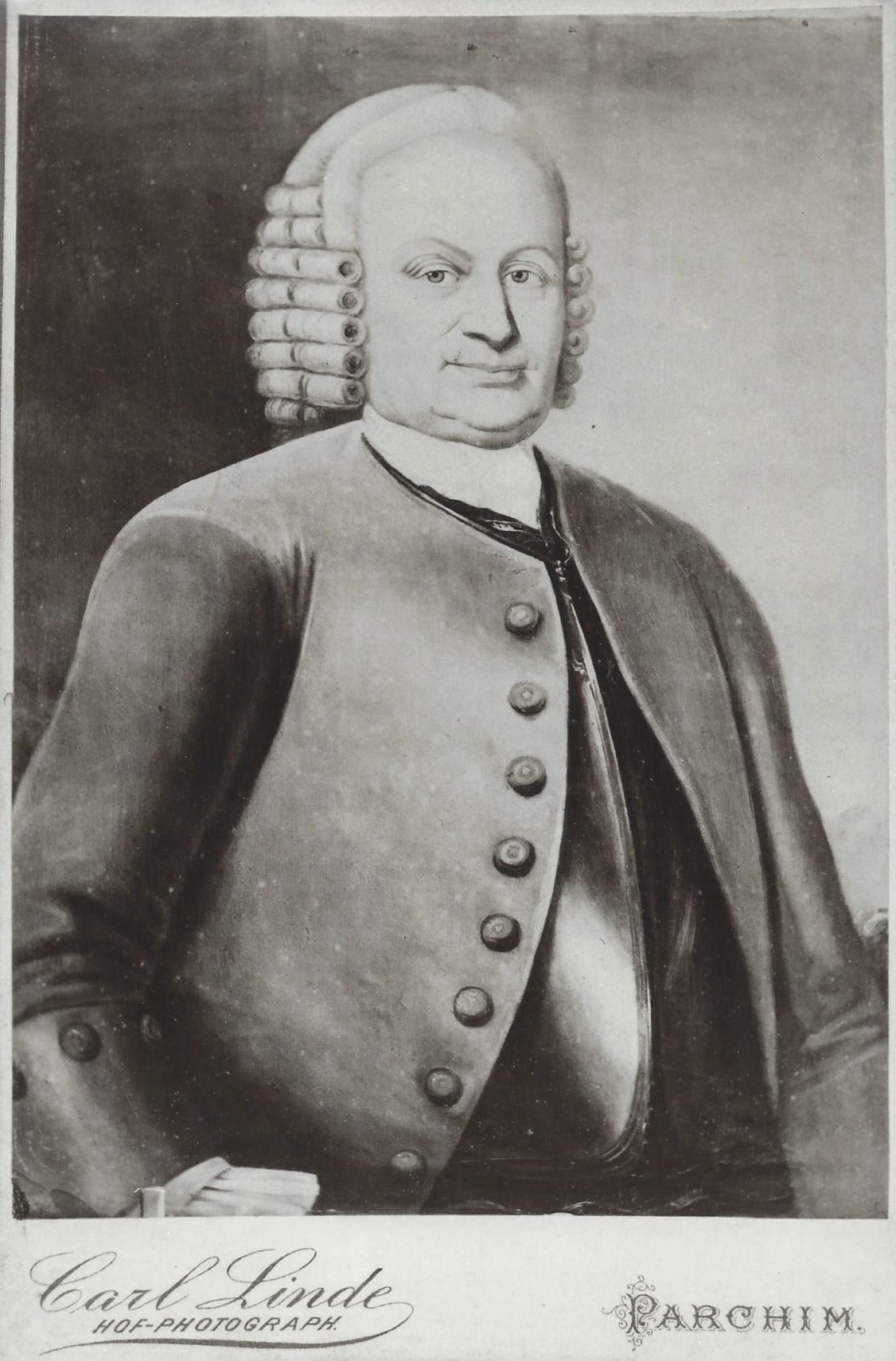
Provisor und Klosterhauptmann Jobst Hinrich von Bülow 1721–1762

- 1704 Caspar Wilhelm Heerder aus Westfalen war bis 1737 Pastor.[115][116]
- 1712 während der Kirchenvisitation wurde...die Kirchen-Capell im baufälligen Stande befunden, einige 100 Bretter werden zum Kirchenbau benötigt.
- 1714 im Speiseregister der Monatsrechnungen des Klosteramtes gab es am 30. Januar folgenden Eintrag: ... als der Orgelbauer Schmidt aus Rostock die Orgel repariert, demselben 19 Mahlzeiten  gespeiset, täglich zum Frühstück, zwischen Mahlzeit und nachmittags Brandtwein und 9 Krug Bier ...[117]
- 1717 ...einige 100 Eichen Dach-Spöhne als hölzerne Dachschindeln, so zum Kirchen Bau gebraucht werden. Die Eichen Spöhne zur Kirchen Capel oder Sakristey, welche sich in Baufälligen Stande befunden emploiret werden..., aufgenommen am 15. Dezember 1717 vom Küchenmeister Johann Crullen vom Kloster-Ambte Dobbertin.[118]
- 1719 erfolgte der Abbruch des Dachreiters auf dem Kirchendach. Auf der kleinen Bronzeglocke waren die Inschrift MICHEL BEGUN HATT MICH GEGOSSEN ANNO 1719 und die Namen der Domina Auguste von Fienecken, des Klosterhauptmanns Joachim von Bassewitz und vom Küchenmeister Johann Crull zu lesen.[119]
- 1727 Frau Domina Sophia von Bülow spendete zwei bronzene Kronleuchter, die 1857 in den Konventsaal des Dominahauses kamen.
- 1738 Magister Carl Christian Behm war durch Wahlbetrug des Provisors Jobst Hinrich von Bülow auf Woserin Pastor in Dobbertin geworden. Als unordentliche Predigerwahl mit betriebenen Unfug erregte diese Wahl Aufsehen in der mecklenburgischen Kirchengeschichte.[120][121][122][123]
- 1742 Christian Hintzmann aus Schwerin war bis 1757 Pastor.[124]
- 1746 Nachdem die große Amts- und Thurm-Uhr in sehr schlechtem Gange gewesen, auch die kleine Amts- und Stuben-Uhr hat beyde der Uhrmacher Nicolaus Christian Voß aus Güstrow völlig ausgebessert und repariert und übernimmt die Aufsicht und Unterhaltung der Turmuhr für 4 Jahre. Am 15. Mai wurde der Orgel-Bau-Contract bey Reparation der Closter-Kirche 1746 zwischen Provisor Jobst Hinrich von Bülow und Orgelbauer Paul Schmidt zur Erbauung einer Orgel mit Verzeichnis, Inventar und den Notarius Knöchell als geschulten Organist auszubilden, abgeschlossen. Die Arbeiten waren mit Hilfe seines Sohnes, dem Orgelbauer Heinrich Schmidt zu Weihnachten 1747 vollendet worden.[125] Frachtfahrer Bruhn führte den Transport der Orgel von Rostock nach Dobbertin durch. Unter dem Provisor und späteren Klosterhauptmann Jobst Hinrich von Bülow auf Woserin und der Domina Margaretha von Bülow a. d. H. Bölkow wurde die ehemalige Nonnenempore 1746–1749 umgebaut. Inschriften und 16 gutgemalte Bildwappen an der nördlichen und 14 Bildwappen an der südlichen Gebetsloge von vor 1710 geborenen Stiftsdamen sind noch vorhanden, darunter von Strahlendorff, von Bülow, von Oldenburg, von Rieben, von Lützow, von Preen, von Zülow, von Weltzien, von Plessen, von der Lühe.[126] Kontrakte wurden mit den Handwerkern, dem Bildhauer Andreas Klinkmann aus Rostock für die Kanzel mit Altar und Orgelgehäuse, mit dem Maler Ezechiel Bromann aus Rostock für die Ausmalung des Fräulein-Chor, der Adelslauben mit den 30 Bildwappen und dem Altar, den Tischlern Hans Andeßen und Peter Pickert aus Dobbertin für die Anfertigung der Adelslauben mit Türen und den gewölbten Überdachungen, dem Paneel und dem Fußboden, den Brettersägern Gustav Jacobs und Guhl mit Genossen aus Dobbertin, mit dem Glaser Köhnke aus Goldberg für die Bleiverglasung und dem Zimmerermeister Seydell aus Dobbertin für das Orgelgestell geschlossen. Der Kaufmann Gertz lieferte die Nägel und der Dobbertiner Maurer Finckenwirth war für gehabte Kirchenarbeit zuständig.[125]
- 1751 im Hauptregister des Jungfräulichen Kloster Amts Dobbertin bey wehrender Interims-Hauptmannschaft des Hochsehligen Herrn Hauptmann und Provisor von Bülow, Erb-Herr auf Woserin mit Küchenmeister Friese unter Ausgabe-Geld ist zu lesen, welche Gelder den Predigern und Kirchendienern, auch geistlichen Schulen, darunter Pastor Christian Hintzmann, Amts-Registrator und Actuar Johann Joachim Schröder als Organist und Orgel-Bauer Schmidt aus Rostock ausgezahlt wurden.[127] Bet- und Beichtvater im Armenhaus war Christoph Kalbohm.[128]
- 1755 ...zu Dobbertin wurde das Prediger Hauß in Eichen-Holz gebauet...
- 1758 Gotthard Georg Studemann aus Lübz war bis 1796 Pastor.[129]
- 1760 die kleine von Johann Valentin in Rostock gegossene Glocke hängt heute an der in Dobbin 1852 erbauten Friedhofskapelle. Die obere Inschrift SOLI DEO GLORI J. V. SCHULZ FECIT ROSTOCHI, die untere Inschrift OELG. ANNA ILSABE  VON KRUSEN AUS DEM HAUSE VERCHANTIN. DOMINA. 1760. JOH. DIED. V. D. OSTEN AUF CARSTORF. ERBHERR FRID: V: GRABOW AUF SUCKWITZ. ERBHERR JOBST HIN: VON BÜLOW AUF WOSERIN. ERBHERR UND KLOSTERHAUPTMANN ANNO 1760. ENG. PASCHEN FRIESE. KÜCHENMEISTER.[130]
- 1770 am 10. Juli 1770 erfolgte die Einführung einer Verordnung zum Glockenläuten der Kirchen des Klosteramtes.
- 1774 der Uhrmacher Samuel Hoffer aus Sternberg wurde ... wegen Aufsicht und Unterhaltung der großen Thurm-Uhr hierselbst auf 4 Jahre bestellt.[131]
- 1775 zum Thurm-Bau schenkte Elenora Dorothea von Preen 100 rthlr. den Herren Provisoren.[132]
- 1776 am 26. April war vermerkt ... an der Closter-Kirche Veränderungen vorzunehmen ...wegen eines auf der Kirche aufzuführenden kleinen Thurmes, um darin die Kirchen-Uhr aufzustellen ... die Kosten für den Thurm-Bau aus der Closter-Casse zu zahlen.[133] Von Johann Valtin Schultz aus Rostock gegossene Glocke mit der Inschrift: Im Jahre 1776 waren im Kloster Domina Fraeulein Oelgard  Anna Ilsabe von Krusen aus dem Hause Bredenfelde, Kloster-Vorsteher Herr von Raven auf Galgen, Kloster Hauptmann von Krackewitz auf Briggow, Kloster Beamte: Sindici Herr Dr. Johann Peter Zander, Küchenmeister Herr Friese, emerit. Herr Friese, Actuarius Herr Schröder, emerit, Herr Gieske, Pastor Gotthard Georg Studemund, Veflet Johann Valentin Schulz, Rostocki.
- 1777 mit dem Uhrmacher Nicolaus Christian Voss aus Güstrow wurde wegen der Aufsicht und Unterhaltung der großen Thurm-Uhr hieselbst und den beyden Stuben-Uhren bey der Fräulein Domina und im Amts-Hause gesprochen ...[134]
- 1780 gab es eine Klage des Töpfermeisters Graebe gegen den Maurermeister Sasse „wegen eines mutwillig zerbrochenen Maßstock“.[135]
- 1785 der Amts-Actuarius Jacob Heinrich Gieske war auch als Organist in de Klosterkirche tätig.
- 1790 am 10. Juli 1790 wurde eine Verordnung zum Glockenläuten beim Tod des Klosterhauptmanns, des Provisors und der Frau Domina erlassen.[136] ...Ausweißung der Kirche mit Dobbertinschen Kalk...
- 1797 der Hilfsprediger Samuel Dietrich Hoppe aus Lübz wurde am 8. Februar 1797 zum Pastor gewählt, er war bis 1811 in Dobbertin.[137]
- 1798 der Orgelbaumeister Paul Schmidt war in Dobbertin verstorben.[138]

### 19. Jahrhundert

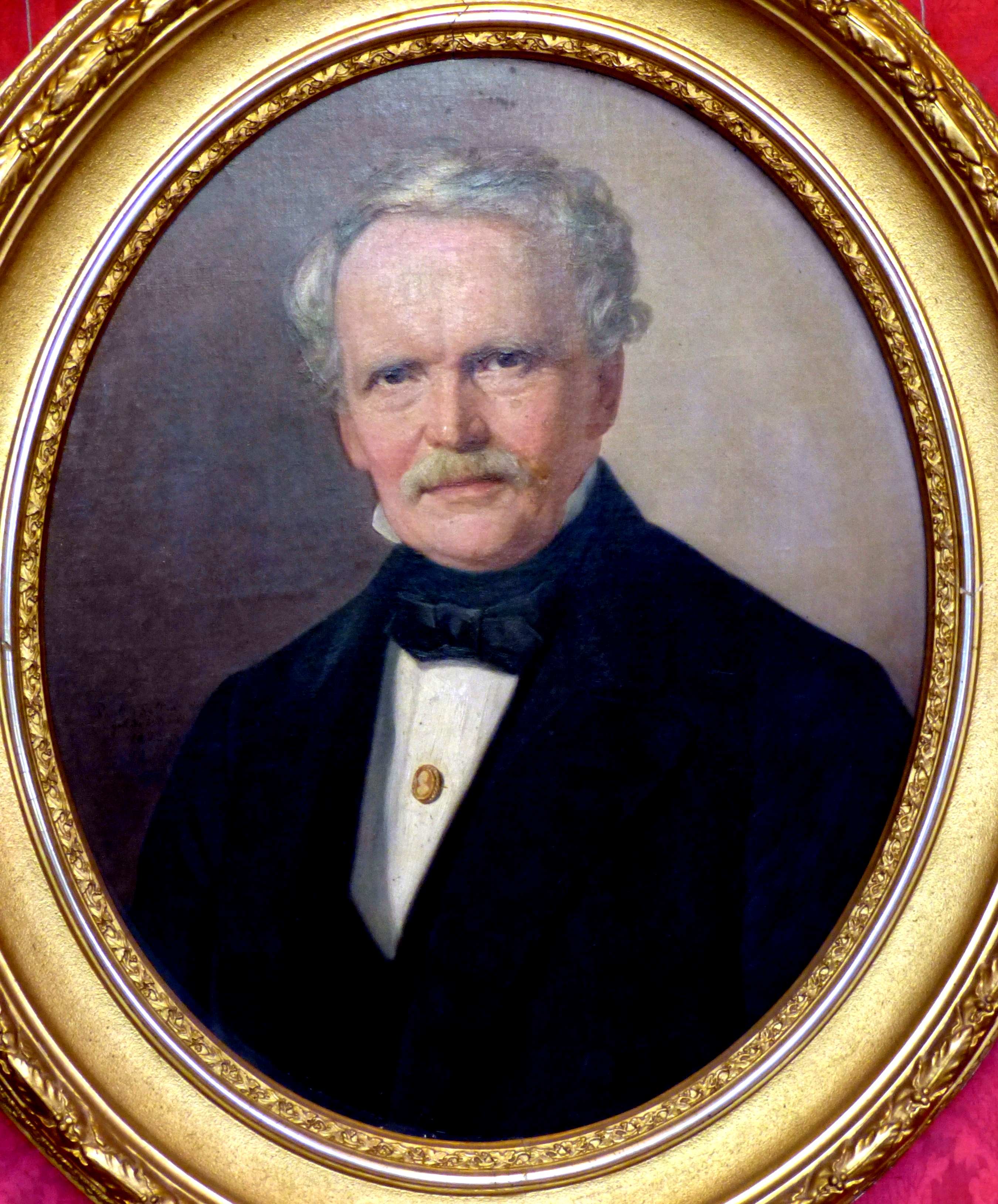
Georg Adolf Demmler 1873

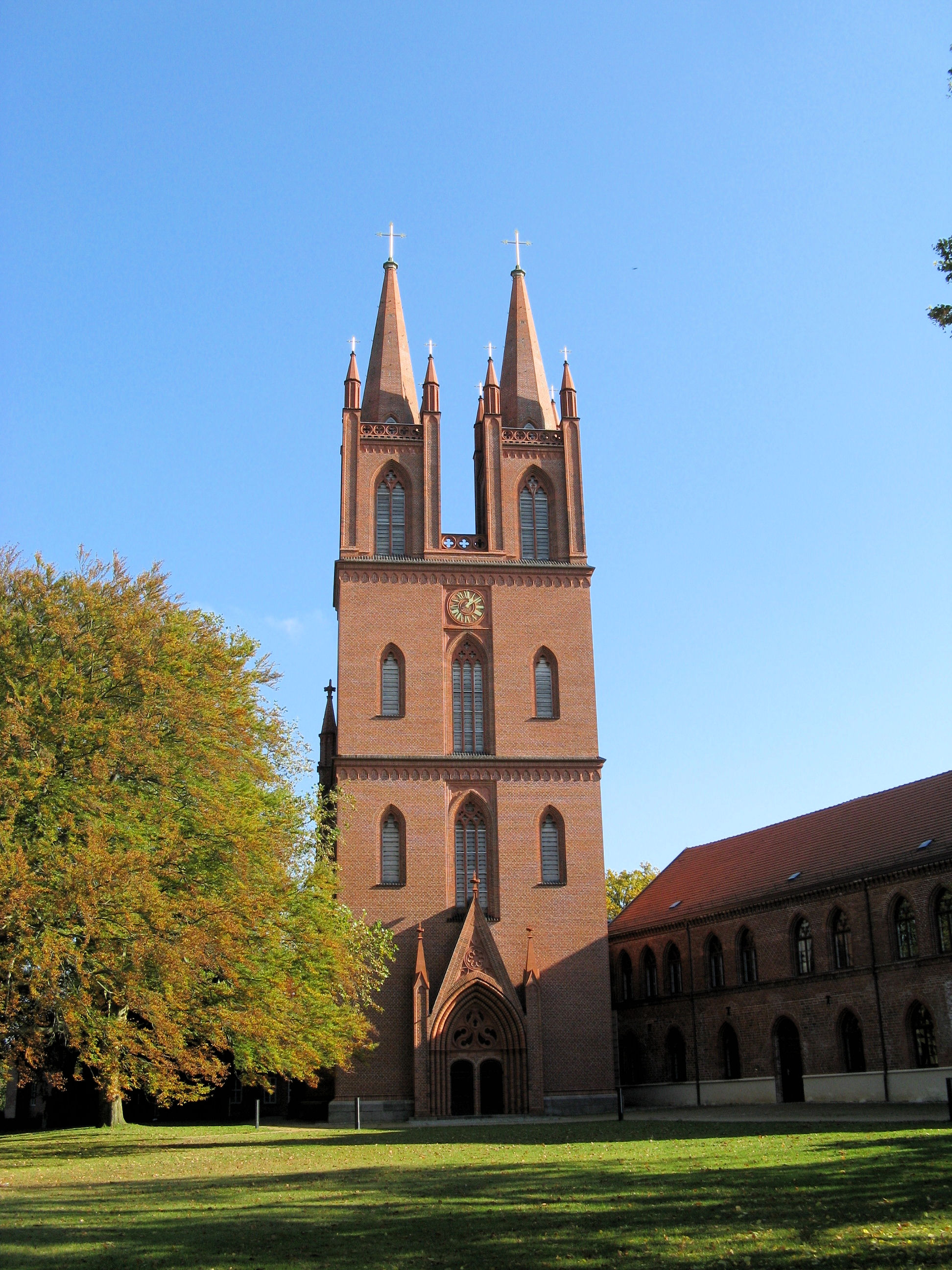
Doppelturmanlage (2017)

- 1800 für die Aufziehung der Kloster-Uhr war der Koch Erich zuständig ...
- 1807 am 4. August berichte der Klosterhauptmann Rittmeister August Friedrich von Lowtzow an die Ritter- und Landschaft über ...ein heftiges Gewitter am 27. Juli in dieser Gegend, wobei das Kloster das Unglück hatte, das der Blitz in den Kirch-Thurm hieselbst einschlug. Zum großen Glück hatte er nicht gezündet, sondern bloß einige Beschädigungen an Holz-, Eisen- und Mauerwerk angerichtet ...[139]
- 1811 bei der Bestandsaufnahme der Kirchen-Glocken durch den Prediger Samuel Hoppe am 26. Juli 1811 ist im Verzeichnis vermerkt: Die hiesige Kirche hat einige (vier) Glocken, im Turm ist eine Kirchen-Uhr vorhanden, sie hat gute Ziffer-Blätter, geht richtig und schlägt 3/4, 2/ 1/4, 4/4. Die gesamte vorhandene Ausstattung in der Klosterkirche wurde inventarisiert.
- 1812 Friedrich Heinrich Birkenstädt aus Granzin bei Lübz war bis 1838 Pastor in Dobbertin.[140]
- 1821 erfolgte die Reparatur der Schmidt-Orgel durch den Parchimer Orgelbauer Friedrich Friese I.
- 1822 am 20. November wurde auf dem Landtag beschlossen: den Bau des Turmes zu Dobbertin betreffend, so wird natürlich die Wiederherstellung desselben bewilligt.[141]
- 1823 wurde am 12. November auf dem Landtag beschlossen: ... der neue Bau eines Glockenthurms auf der Kirche zu Dobbertin wird einstweilen noch auszusetzen seyn. Die vorgelegte Risse scheinen solchem Bau nicht angemessen zu seyn ... [142]
- 1824 auch am 11. November 1824 beschloss der Landtag: .. der Thurmbau zu Dobbertin ist einstweilen noch auszusetzen.[143]
- 1825 Georg Adolf Demmler erhielt am 9. Februar 1825 im Alter von 20 Jahren von den Klostervorstehern den Auftrag zum Turmbau nach Karl Friedrich Schinkels Entwürfen in Anlehnung an die Friedrichswerdersche Kirche in Berlin.

- 1829 wurde mit dem Turmbau begonnen. Dazu traf sich der Provisor Hans Dietrich von Blücher in Berlin mit Schinkel.[144]
- 1830 am 26. Juni schlug Demmler den Klostervorstehern vor, dass es für den Thurmbau förderlich sein würde, einen guten Polier anzustellen und schlug den hiesigen Amtsmaurermeister Retzloff vor ... Demmler hatte im Juli mit einem Töpfergesellen in Güstrow und der klostereigenen Ziegelei in Mestlin über die Anfertigung von Verzierungs-Steinen für die Klosterkirche gesprochen.[145]
- 1837 die Doppelturmanlage mit den achtseitig gemauerten Kegelhelmen und seinen vergoldeten Kreuzen in 53 m Höhe wurde mit einem repräsentativen Westportal aus vorgefertigten Terrakotta-Formsteinen vollendet. Die Mauerziegel kamen aus den klostereigenen Ziegeleien Mestlin, Lähnwitz und Hellberg bei Goldberg. Die originale gusseiserne Inschriftentafel vom südlichen Turmhelm wurde 2004 restauriert und befindet sich heute in der Turmhalle über dem Eingang zum Turmaufstieg mit der Inschrift …die Ausführung von Landbaumeister Demmler in Schwerin, Retzloff Maurermeister des Klosteramtes. Die Schrift war vergoldet.[146]
- 1838 genehmigte der Landtag den Ausbau der in der Nähe des neuen Turmes befindlichen Klosterwohnungen im nördlichen Klausurgebäude.[147] Am 22. September 1838 legte Demmler den Klostervorstehern die versprochenen Zeichnungen zur Fassade des Gebäudes vom Kreuzgang aus hart den Thurm bekränzt mit vier Erläuterungen für den Maurermeister Retzlaff vor. Der Geheime Archivrat Lisch schrieb: Die Kirche zu Dobbertin scheint gar nichts Sehenswerthes zu besitzen. Der Bau der Kirche ist einfach, die Ausstattung ist aus der schlechtesten Zeit des modernen Styls des vorigen Jahrhunderts und kontrastiert nicht wenig mit dem neuen Thurmbau im alten Styl.[148]
- 1839 am 7. April schrieb Klosterhauptmann Carl Peter Baron von Le Fort ... während meiner Abwesenheit ist der Hofbaumeister Demmler hier gewesen und hat die Zeichnungen zur äußeren Kirchen-Restauration gebracht ...[149] Der proponierte Um- und Ausbau der Klosterkirche zu Dobbertin wurde nach Demmlers vorgelegten Rissen am 13. November 1839 genehmigt. Der Bau sei in möglichst kurzer Zeit zu vollenden, um den Gottesdienst nicht auf lange Zeit zu unterbrechen...[150]
- 1840 wurde mit dem äußeren Umbau der Kirche durch den Amtsmaurermeister Christian Retzloff und den Handwerkern vom Klosterbauhof begonnen.[151]
- 1842 die auf dem Kirchenboden gefundenen mittelalterlichen christlichen Figuren wurden dem Archivar Lisch aus Schwerin für den Verein für mecklenburgische Geschichte und Altertumskunde übergeben und befinden sich heute im Staatlichen Museum zu Schwerin.[152] Der Goldschmied Friedhelm reparierte einige Gefäße zur Kommunion in der Kirche.
- 1843 Georg Adolf Demmlers Honorar für den 1840 fertig gestellten Turm- und Kirchenbau genehmigte der Landtag am 8. November 1843 in Sternberg.[153] Für den inneren Ausbau waren Angebote von den Baumeistern Friedrich August Stüler und Heinrich Thormann einzuholen.
- 1844 bei der Sanierung der Nordseite der Doppelturmanlage fand man 2005 eine Inschrift 1844 WK.[154]
- 1846 Organist war Küchenmeister Johann Christoph Friedrich Behrens. Die Reparatur der Turmuhr erfolgte durch Uhrmacher Liebenow und der Blitzableiter sowie der Dachrinnen an der Klosterkirche durch den Klempner Grahl, der Gerichtsdiener Hoefke war für das Aufziehen der Turmuhr verantwortlich.
- 1849 erfolgte die Reparatur der Orgel durch den Orgelbauer Friese mit Quartier und Beköstigung durch den Wirt Sandberg im Dorfkrug zu Dobbertin für 10,5 Courant.
- 1850 der Küchenmeister Friedrich Behrens war bis 1854 auch Organist, ab 1852 aber schon erblindet.
- 1851 die Klosterkirche ist in ihrem Äußeren völlig hergestellt, für den inneren Ausbau sind Angebote vom Architekten Heinrich Thormann aus Wismar und dem Oberbaurat Friedrich August Stüler aus Berlin  ein zu holen.[155]
- 1852 die Skizzen vom Oberbaurat Stüler zum Ausbau der Kirche legte der Klosterhauptmann Freiherr von le Fort am 15. März 1852 der Klosterkonferenz vor.[156] Nach Prüfung der Pläne und Kostenanschläge von Thormann und Stüler erhielt Thormann vom Local-Committee und den Klostervorstehern den Auftrag zur Baudurchführung. Es erfolgte eine Kontaktaufnahme mit dem Archivrat Lisch in Schwerin zur fachlichen Mitwirkung und restauratorischen Betreuung beim inneren Kirchenumbau in Dobbertin.[157]
- 1853 der für die Orgel bestimmte Raum in der äußeren Fassade war bis über die Höhe des Daches hinaus vollendet. Mit dem Wismarer Baumeister und Privatarchitekten Heinrich Thormann schlossen die Klostervorsteher nach Vorlage des Bauplanes einen Kontrakt auf vier Jahre zur inneren Restauration der Klosterkirche ab, denn der Berliner Baumeister Stüler war zu teuer.[158][159]

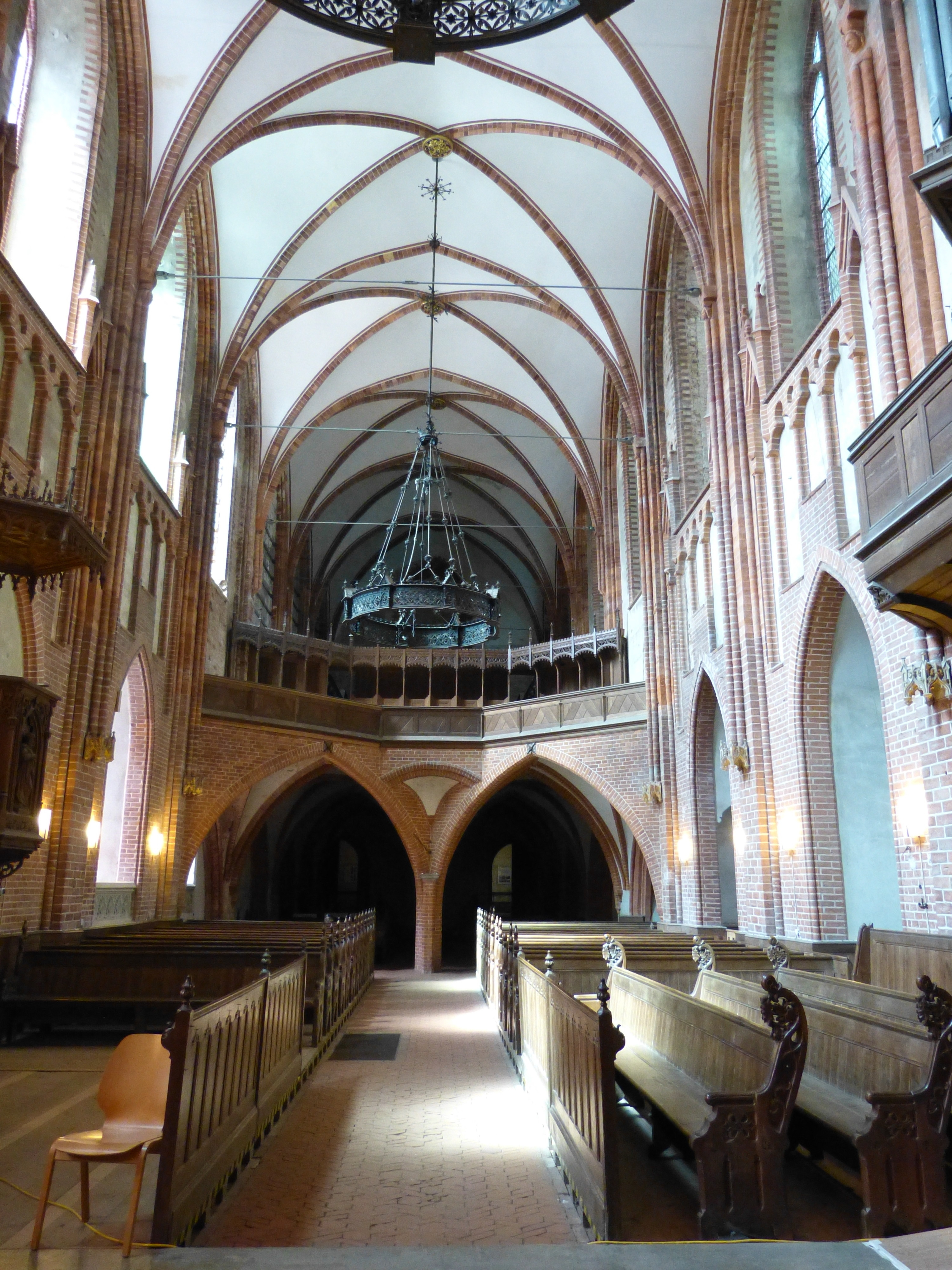
Blick zur Nonnenempore (2014)

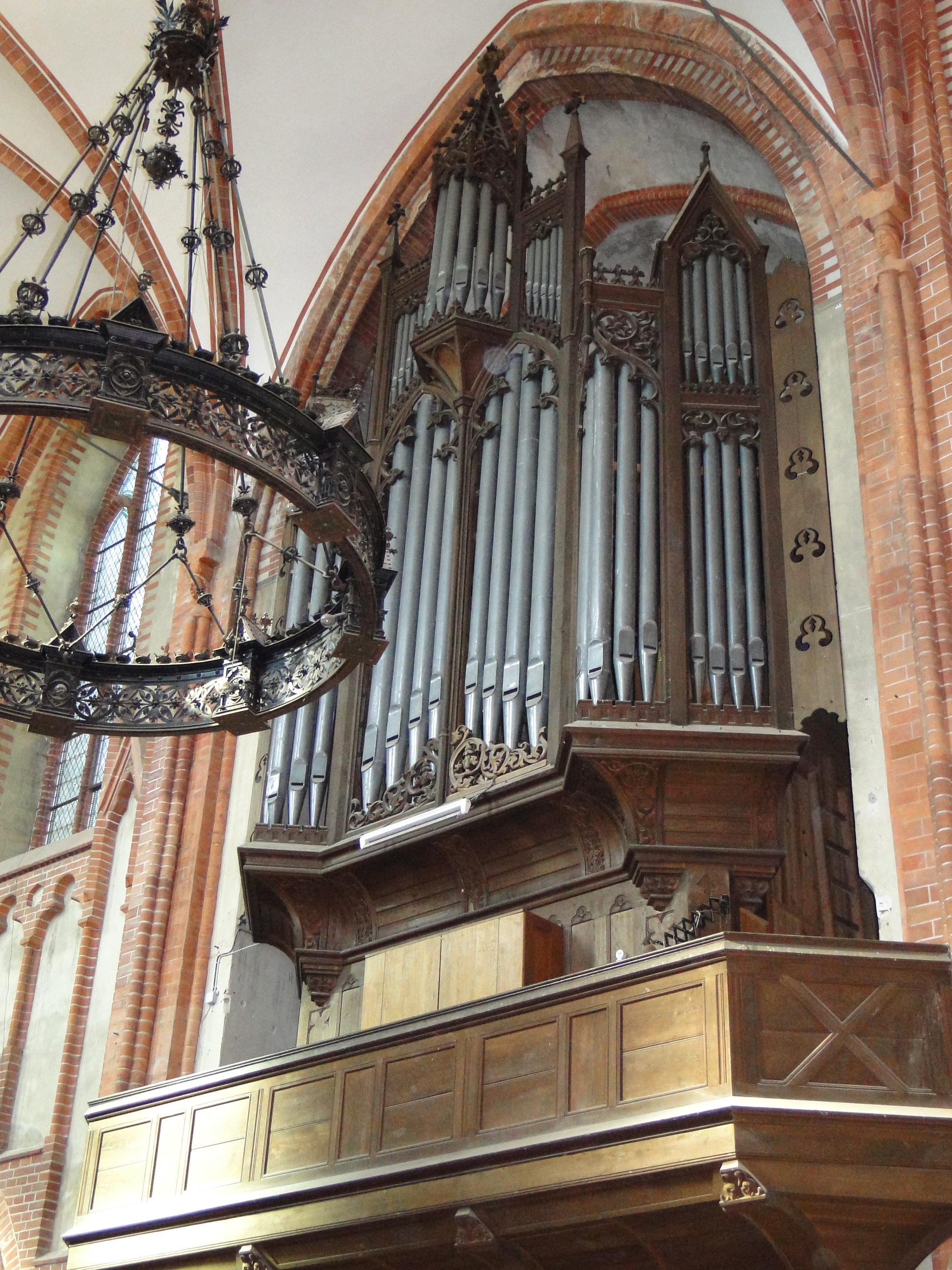
Radleuchter und Orgel (2017)

- 1854 der Hofbaurat Theodor Krüger wirkte bis 1857 am inneren Kirchenumbau mit Entwürfen zur Kanzel und dem Flügelaltar mit.[160][161] Friedrich Lisch betreute bis 1857 baufachlich und künstlerisch die innere Kirchenrestauration, schlug die Künstler vor, begutachtete die Entwürfe bis zu deren Fertigstellung. An den Klosterkonferenzen nahmen auch die Klostervorsteher und der Pastor teil.[162] Friedrich Lisch empfahl den Klostervorstehern, das Altarbild in der Kirche vom Schweriner Hofmaler Gaston Lenthe malen zu lassen, da dieser der einzige Maler im Lande in kirchlicher Kunst ist.[163] Im Januar 1855 legte Lenthe die ersten Entwürfe mit einer Kreuzigungsszene zum Flügelaltar vor.[164]
- 1855 Lenthes Entwurf für das mittlere Chorfenster auf Karton mit der Auferstehung und Himmelfahrt Christi befindet sich im Staatlichen Museum Schwerin.[165] Mit dem Orgelbauer Ernst Sauer aus Friedland wurde 1855 ein Kontrakt über die Lieferung und Aufstellung eine Orgel zu Ostern 1857 abgeschlossen.[166] Der gebürtige Dobbertiner Bildhauer Gustav Willgohs lieferte 1855 die Entwürfe zu den vier Kanzelfiguren in den Bogenfeldern Moses, Jesaja, Paulus und Johannes.[167][168]
- 1856 in der vergoldeten Kugel unter der Wetterfahne befanden sich zwanzig mecklenburg-schwerinsche Silbermünzen von Friedrich Franz I. aus der Zeit von 1830 bis 1855.[169] 1856 erhielt die Klosterkirche einen neuen als Kreuzstrebedach ausgeführten Dachstuhl. Für die Dachdeckung wurde statt der roten Dachziegel grauer Schiefer genommen.[170] Der Schiefer kam per Schiff aus Wales nach Wismar, wie die Lieferscheine für Consul Hermes und Thormann belegen.[171] Für das neue Kirchendach wurden nach Thormanns Rechnung vom 2. Januar 1857 genau 3.110 Courant gezahlt.[172] Hofvergolder Freitag beim Altar, hatte auch den Doberaner Altar vergoldet. Neuer Pastor war bis 1895 Friedrich Pleßmann.[173][174]

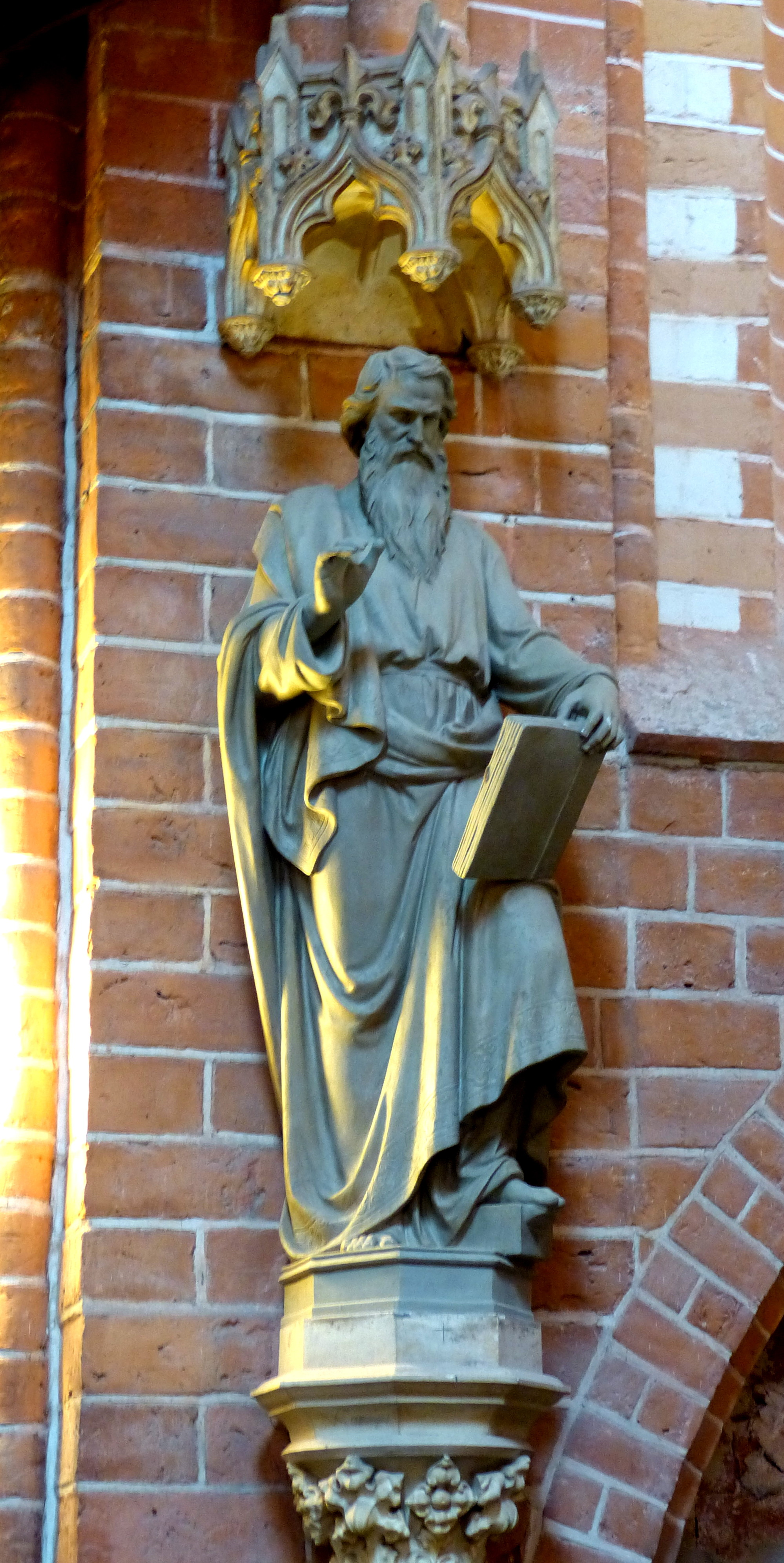
Evangelist Matthäus (2017)

- 1857 die Entwürfe und Modellierung der vier Evangelisten Matthäus, Markus, Lukas und Johannes aus Gips auf den Stelen im Chor der Klosterkirche fertigte der Bildhauer Gustav Willgohs.[175][176] Auch über eine Erwärmung des Damenchors, der Nonnenempore, wurde nachgedacht. Man wollte  den meisten schon im vorgerückten Jahre befindlichen Klosterdamen die Annehmlichkeit verschaffen, ohne Beschwerde und Nachteil ihrer Gesundheit dem Gottesdienst beiwohnen zu können. Der Schweriner Glas- und Porzellanmaler Ernst Gillmeister malte das mittlere Chorfenster mit Christi Himmelfahrt nach einem Entwurf von Gaston Lenthe.[177] 1857, Verglasung der vier Chorfenster mit grünem Glas durch Glasermeister Köhnke. Sattlermeister Ahrens aus Goldberg polsterte die Stühle für den Damenchor und das Wandgestühl. Die Säulen im Chor wurden in drei Stücken mit Schaft und Kapitell durch die Firma Ernst March in Berlin-Charlottenburg nach Detailzeichnung von Thormann im November aufgestellt. March hatte auch die Fußbodenplatten vor dem Altar gefertigt. Das Klosteramt schickte einen Wagen nach Schwerin, um die Kanzel vom Tischler Christiansen zu holen. Durch Friedrich Lisch erfolgte die konservatorische Aufarbeitung und Sicherung des um 1520 gestickten Kaselkreuzes.[178] Am 11. Oktober erfolgte die feierliche Wiedereinweihung der Klosterkirche.[179] Für die Einweihung wurden vom Klosteramt 95,13 Courant ausgegeben.
- 1858 der Tischler Larisch erhielt für 18 gedrechselten Stangen zur Aufhängung der Wappenschilder der verstorbenen Konventualinnen auf der Nonnenempore 25,32 Courant.[180] Die ersten vom Güstrower Wappengießer Peter Christian Commentz gefertigten Wappen wurden auf der Nordseite der Nonnenempore angehängt.[181][182] Der Orgelbauer Sauer baute eine kleine Orgel zum Unterricht der Schullehrer und Lehrer des Schullehrer-Seminars für die Lehrer in den Dorfschulen im Klosteramt.[183]
- 1859 war der innere Kreuzgang mit Zugang zur Kirche vollendet. Es gab „schwebende Verhandlungen mit dem Orgelbauer Sauer zu Friedland wegen mancherlei Mängel und darin angebrachten neuen aber nicht bewährten Erfindungen“. Auch nach einer Revision durch Kunstsachverständige wollte Sauer die ungünstigen Resultate und gerügte Mängel nicht eingestehen. Die gerügten Mängel und Missstände an der Orgel sollte Sauer gründlich verbessern und 5 Jahre lang unentgeltlich in gangbaren Zustand halten.[184]
- 1860 für die Revision der hiesigen Orgel erhielten der Orgelbaumeister Ladegast aus Weißenfels als Obmann 21,3 Courant, der Orgelbaumeister Lütkemüller aus Wittstock 44 Courant und der Orgelbaumeister Heinrich Rasche aus Doberan 42,42 Courant.[185]
- 1861 die Turmuhr mit den vergoldeten Zifferblättern oberhalb der Glockenstube hatte mit dem Schlagwerk zwischen den Türmen der  Großuhrmacher E. Rössner aus Berlin hergestellt. Auf dem Ziffernblatt ist die römische drei als III dargestellt worden.

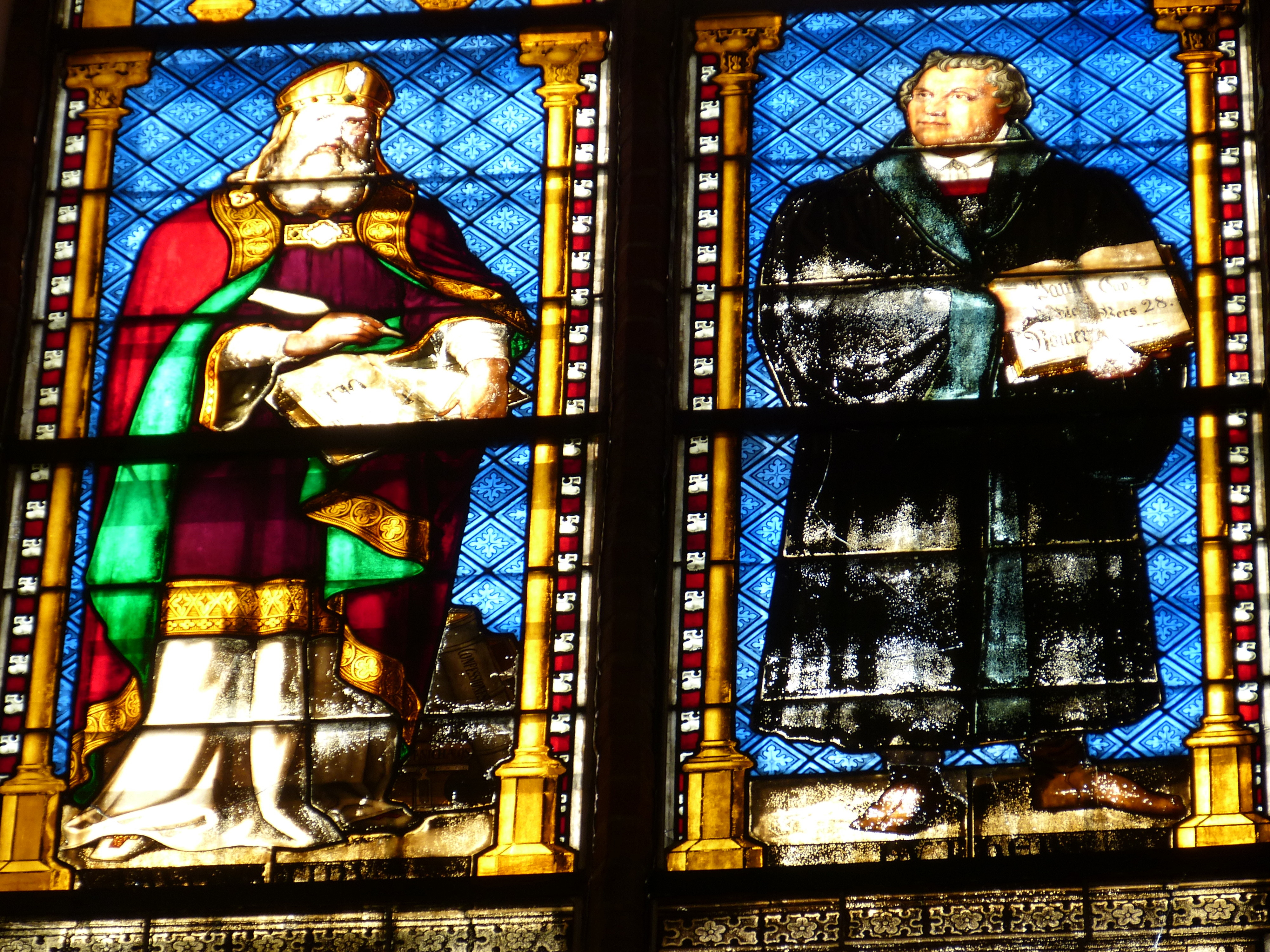
Südliche Chorfenster mit Augustinus und Luther (2017)

- 1862 der Klosterhauptmann Julius von Maltzan beauftragte den Historienmaler Gustav Stever in Hamburg die Entwürfe zur Predella des Altars und den vier seitlichen Chorfenster in der Klosterkirche zu fertigen.[186] Für die Glasmalereien der Chorfenster zahlte das Klosteramt 255 Gold-Stücke.[187][188]
- 1863 die vom Glockengießer Peter Martin Hausbrandt in Wismar umgegossene Glocke trug den Namen Hedwig von der Domina Hedwig von Quitzow.[189] Ernst Gillmeister erhielt den Auftrag zur Ausführung der vier seitlichen Chorfenster, die bis 1866 hergestellt und als vollkommen gelungen bezeichnet wurden.[190] Im ersten Fenster wurden Abraham und Moses, im zweiten David und Elias, in dem dritten Perus und Paulus und in dem vierten Augustinus und Luther als Hauptfiguren dargestellt. Für den Davis und Elias darstellende Glasmalereien zahlte das Klosteramt 1 200 Cuorant. Auf der Brettertür vom Turm zu den Gewölben im Dachstuhl des Langhauses befinden sich mehrere Inschriften, darunter Wulff aus Goldberg 22. September 1863 als Arbeitsmann.
- 1864 ... das observanzmäßige Trauergeläut habe in allen Kirchen des Patronats vier Wochen lang Morgens von acht bis neuen Uhr und Mittags von eins bis zwei Uhr stattzufinden... galt für den Klosterhauptmann und beide Provisoren, für Frau Domina als Vorsteherin des Konvents wurde vier Wochen lang nur einmal am Tag in allen Kirchen geläutet.[191] Der Orgelbaumeister Sauer erhielt nach Vertrag vom Februar 1860 für die neue Orgel 200 Courant. Der Klempner Wahlbrath aus Goldberg fertigte aus Kupfer die Fensterabdeckungen und Dachrinnen an der Kirche. Das südliche Buntglasfenster im Chor mit Petrus und Paulus wurde abgeliefert und glücklich eingesetzt.[192]

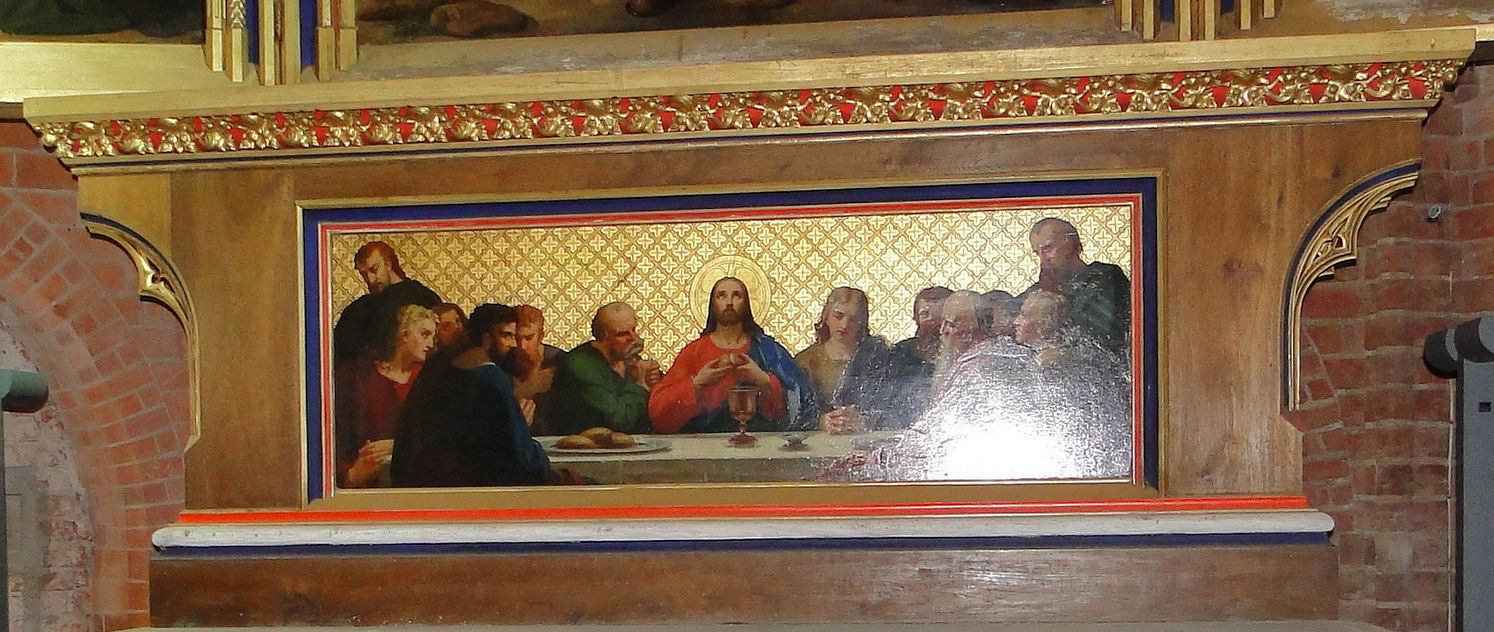
Altargemälde für die Predella (2017)

- 1865 nach Fertigstellung des Abendmahlgemäldes in der Predella des Altars erhielt der Historienmaler Stever 600 Goldmünzen vom Klosteramt Dobbertin. Der Vergolder Lüthgens aus Güstrow bekam für die Goldleiste zur Einfassung des Gemäldes 28 Courant.
- 1866 das Herausnehmen der alten und Einsetzen der gemalten neuen Fenster im Chor erfolgte durch den Glaser Köhnke aus Goldberg, für die Aufstellung und den Abbau der Rüstung war der Amtszimmerermeister Dreyer aus Dobbertin zuständig.
- 1867 unter Verwendung der Metallmasse einer älteren unbrauchbaren Kirchenglocke ließen die Klostervorsteher eine große Glocke beim Hofglockengießer Peter Martin Hausbrandt in Wismar für 595,38 Courant gießen.[193] Der Tischler Larisch aus Dobbertin fertigte eine Gedächtnistafel und Orgelbauer Sauer erhielt für Reparatur und Stimmung der Kirchen- und Schul-Orgel 26 Courant, Handreichungen führte Fritz Lüthgens durch.
- 1868 als Kirchendiener war Hoefke für das Aufziehen der Turmuhr und das Stoßen der Läuteglocken zuständig, der Uhrmacher Esch aus Goldberg für die Reparaturen.
- 1872 wurde ein Kontrakt mit dem Glockengießer Gustav Collier in Berlin-Zehlendorf abgeschlossen. Von den drei gegossenen Glocken ist nur noch die Bronzeglocke von 75 cm Durchmesser mit der Inschrift: Gustav Collier in Berlin vorhanden. In der Mitte steht unter einem dort abgebildeten Auge Ehre sei Gott auf der Höhe, auf der anderen Seite ist Domina Hedwig von Quitzow aus dem Hause Severin erhalten geblieben. Die alten nicht harmonisch klingenden Glocken wurden eingeschmolzen.[194][195]
- 1876 der Taufstein aus Sandstein von 1586 an der Turmtür stand 1811 noch am Altar. Da er wenig genutzt wurde, benötigte nahe am Altar einen neuen aus Eichenholz geschnitzten Taufstein. Die großen Glasscheiben in den alten schadhaften Holzrahmen der Fenster vom Langhaus fielen bei starken Winden in die Kirche, diese sollten durch neue Spitzbogenfenster mit verbleitem Rautenglas ersetzt werden.[196]
- 1877 der neue vom Güstrower Bildhauer Adolph Siegfried aus Eiche geschnitzte Taufstein zum Preis von 270 Mark wurde aufgestellt. Die ersten zwölf bleiverglasten Fenster mit flachem grünem Kathedralglas in Spitzrutenform waren eingesetzt, die restlichen konnten wegen fehlender Formsteine noch nicht eingesetzt werden.[197]
- 1878 alle eingesetzten Fenster machten einen befriedigenden  Eindruck, das Local-Committee bezeugte und hatte die Quittungen eingesehen.[198] Im Scheitel des Südfensters von Joch 5 befindet sich Bleistiftinschrift mit dem Namen E. Ehlers von 1878.[199]
- 1883 der Ingenieur I. Müller aus Magdeburg baute unter der Sakristei eine Kirchenheizung für die Nonnenempore als dortige Winterheizung,[200] sie wurde 1884 vollendet und kostete 32.411.16 Mark.[201]

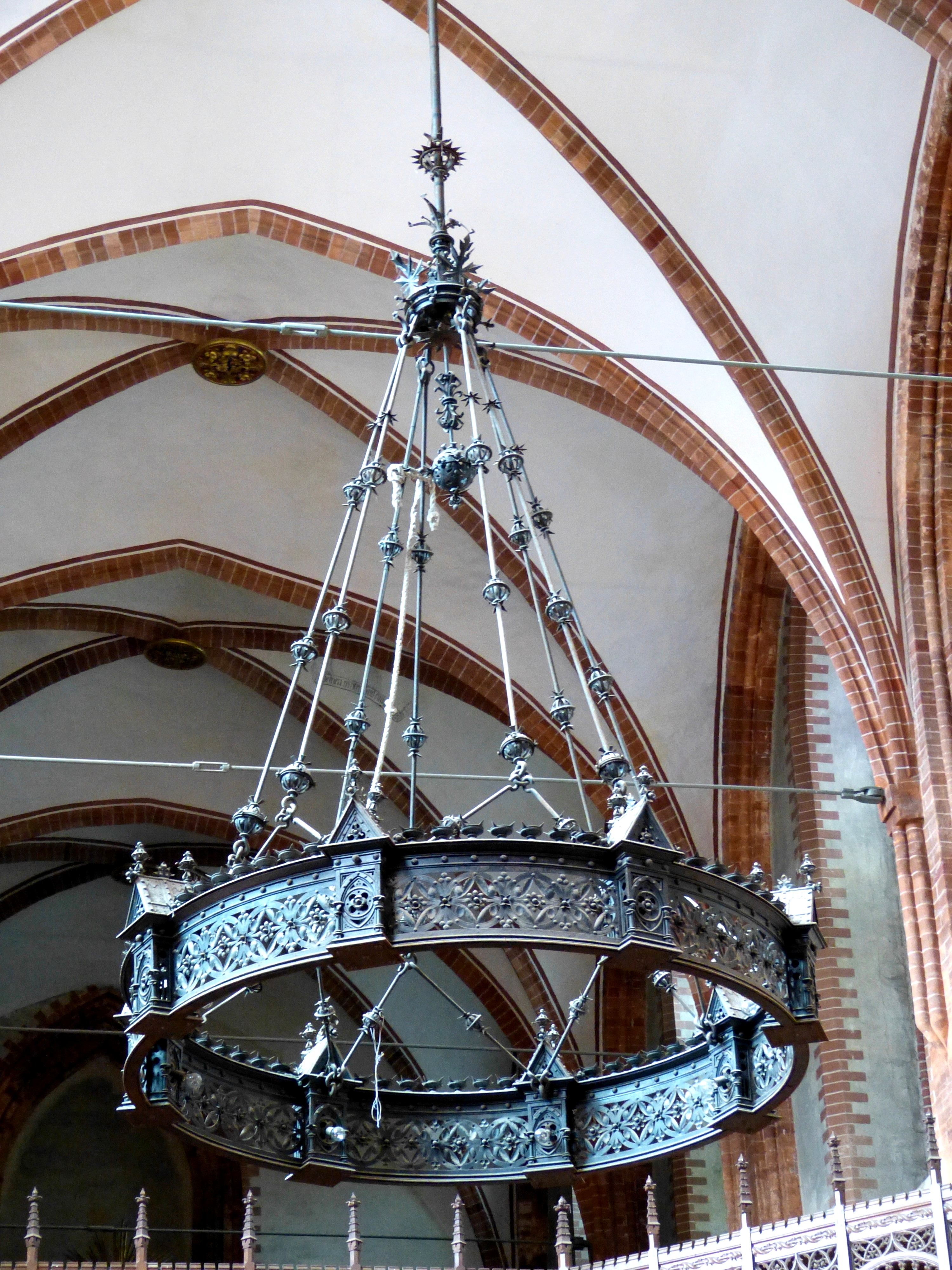
Radleuchter (2014)

- 1884 die kleinen und unbrauchbaren Kronleuchter sollten wegen unzureichender Beleuchtung von den Wänden entfernt und durch zwei große Kronleuchter von Goldbronze für 3500 Mark aus der Klosterkasse ersetzt werden.[202]
- 1885 die Zeichnungen für Kron- und Wandleuchter kamen vom Berliner Baumeister Dörflein und Leuchter durch den Kunstschlosser Marcus in Berlin gefertigt.[203]
- 1886 es gab einen peinlichen Zwischenfall, denn der Amtsmaurermeister Andreas hatte sich aus unerklärlichen Gründen vermessen, die schmiedeeisernen Kronleuchter für 56 Kerzen waren zwei Meter zu groß und kamen nicht durch die Kirchentür. Eine Rücknahme zur Verkleinerung verweigerte der Kunstschlosser Marcus.[204]
- 1887 die nötig gewordene Verkleinerung der Radleuchter erfolgte durch Schlossermeister Paulus Johr in Prenzlau für 1000 Mark. Aus Billigkeitsgründen wurde auf dem Landtag von einer Regressforderung an den Amtsmaurermeister Andreas abgesehen.[205]
- 1892 die von Sauer 1857 gebaute Orgel war trotz ständiger Reparaturen unbrauchbar, die Revision erfolgte durch den  Oberbaurath Georg Daniel aus Schwerin und den Musikdirektor Maschmann aus Wismar. Die Orgelbauanstalt von Schlag & Söhne aus Schweidnitz reichte für eine neue Orgel einen Kostenanschlag von 8275 Mark ein. Das Angebot vom Hoforgelbauer Friese aus Schwerin war zu teuer.[206]
- 1893 die neue Orgel der Orgelbauanstalt Schlag & Söhne wurde am 13. August 1893 im Beisein der Local-Committee eingeweiht.[207]

### 20. Jahrhundert
- 1901 Rektor Karl Weinreben aus Ribnitz wurde am 29. September 1901 zum Pastor gewählt.[208]
- 1906 die auf Höhe der Umfassungsmauern angebrachten Türmchen mit den Kreuzblumen aus Ton waren stark verwittert und schadhaft,[209] eine Reparatur war ohne Gerüst nicht möglich.
- 1907 die Erneuerung der Türmchen konnte nicht fertig gestellt werden, da sich die Lieferung der Kreuzblumen verzögert hatte.
- 1910 Johann Ferdinand Willgohs war Maurergeselle auf dem Klosterbauhof, sein Vater der Wundarzt im Klosteramt.
- 1913 als Baumeister wurde der Königlich Preußische Militär-Bausekretär Paul Martin Heinrich Retzloff im Klosteramt eingestellt, später wurde er Reg. Baudirektor.[210]
- 1917 am 2. Sonntag nach Trinitatis wurden die Glocken letztmals geläutet, danach erfolgte die Abgabe für Kriegszwecke. Die kleinste Glocke durfte bleiben. Da das Herunterbringen der Glocken nicht möglich war, mussten sie oben zerschlagen werden.[211][212]
- 1920 die Reinigung der Orgel erfolgte durch den Orgelbauer Carl Börger aus Rostock-Gehlsdorf.
- 1921 am 6. Januar 1921 erfolgte die Kirchengemeinderatswahl mit Kantor Schmidt, Kirchenjurat Dorfschulze Wilhelm Duncker, Tagelöhner Heinrich Clasen, Klosterdiener Johann Clasen, Konventualin Elisabeth von Pritzbuer, Dr. med. Ebeling, Schlossermeister Karl Bach und Tischlermeister Heinrich Roloff.
- 1924 erfolgte die Erneuerung der Heizanlage in der Kirche, der Ofen wurde mit Schamottsteinen neu ausgelegt.[213]
- 1926 die in Lauchhammer gegossene Glocke wurde am 17. März 1926 durch Pastor Karl Weinreben geweiht. Inschrift Domina Auguste von Bassewitz und Friede auf Erden.[214] Durch Fritz Weltzien aus Dobbertin erfolgte am 10. März 1926 eine Eingabe an das Staatsministerium in Schwerin über den schlechte Bauzustand der Klosterkirche.
- 1928 Diverse Formziegel, Terrakotten, Turmbekrönungen und Brüstungen sind durch Witterung stark beschädigt worden und mussten ausgetauscht werden. Bei Nachforschungen auf dem Bauhof wurden am 8. Dezember 1928 Demmlers Zeichnungen von 1830 gefunden.[215] Unter der Sakristei erfolgte der Einbau einer Kirchenheizung als Dampfheizung.[216]
- 1929 erfolgten umfangreiche Instandsetzungsarbeiten, teilweise Erneuerung der Kirchturmspitze, die seitenschiffartigen Nischen wurden mit Blechabdeckungen und drachenköpfigen Wasserspeiern versehen[217] und die Brüstungen erhielten in vereinfachter Form kleine senkrechte Pfeilerchen. Formsteine kamen aus der Ziegelei in Nieder Ullersdorf. Die Zeichnungen dafür fertigte der Regierungsbaurat Heinrich Wehmeyer.[218] Wehmeyer war bis 1950 für alle Bauangelegenheiten im Kloster Dobbertin zuständig.[219]
- 1930 die Kirchenheizung wurde außer Betrieb genommen, da der Dampfkessel unter der Sakristei so gefährlich wurde, dass niemand mehr die Bedienung übernehmen wollte.[220]
- 1931 Ulrich Schliemann wurde neuer Pastor, doch 1933 entlassen, er ging danach nach Brasilien.[221]
- 1932 am 13. Juni 1932 erfolgte durch den Oberkirchenrat in Schwerin eine Erklärung zur Nichtübernahme der staatlichen Klosterkirche.[222] Am 12. Dezember 1932 erfolgte die Kirchengemeinderatswahl mit Kantor Schmidt und Konventualin Margarete von Schuckmann.
- 1933 Feuer in der Klosterkirche. Es gelang der Motorspritze des Goldberger Feuerwehr, die Gefahr zu bannen. Die Kirche hatte durch die Beschädigungen der Balkenlage sowie durch Löschwasser geringen Schaden erlitten.[223] 1933 veranlasste Adolf Friedrich Lorenz die Aufstellung der beiden ältesten vor der Nordseite der Kirche liegenden Grabplatten in der Turmhalle der Klosterkirche, heute stehen diese im südlichen Kreuzgang der Klausur.[224] Lorenz betreute als Reg. Baumeister und Denkmalpfleger das Kloster Dobbertin. Neuer Pastor wurde Martin Romberg.[225] Am 23. Juli 1933 erfolgte eine neue Kirchengemeinderatswahl mit Hofverwalter Adolf Rohde (NSDAP), Statthalter Fritz Ortmann (NSDAP) und Konventualin Agnes von Bülow (NSDAP) als Frauenschaftsführerin des Kreises Parchim.
- 1934 die in Lauchhammer gegossene Glocke (680 kg Gewicht 109,5 cm Durchmesser) wurde durch Pastor Martin Romberg am 12. August 1934 geweiht. Sie hatte die Inschrift Im 9. Jahre des Reichspräsidenten Paul von Hindenburg. Im 2. Jahre des Reichskanzlers Adolf Hitler. Den Menschen ein Wohlergehen. 1934.[226][227] Bei der Restaurierung der Turmanlage 2005 wurden am linken nördlichen Fenster beim Durchlass der Glocke die eingeritzten Namen Lepel, Blumenthal, Rohlof und Wendt gefunden.[228]
- 1936 die Konventualin Elisabeth von Raven bat am 22. Januar das Mecklenburgische Staatsministerium, Abteilung Kunst die Verwaltung des Landesmuseum zur Rückgabe von Kunstwerken der Klosterkirche zu veranlassen. Der Denkmalpfleger für Bauten der geschichtlichen Zeit Friedrich Lorenz aus Schwerin besuchte mit Regierungsbaurat Heinrich Wehmeyer aus Parchim im Beisein des Dobbertiner Pastors Martin Romberg am 3. April 1936 die Kirche und die Kreuzgänge zwecks weiterer Ausschmückung. Das in einem Raum des Turmes versteckte ältere, aber stark beschädigtes Kruzifix fand wegen seines schlechten Zustandes keine Bedeutung. Die vier Kreuzgänge bedurften einer gründlichen Instandsetzung aus denkmalpflegerischer Sicht, da man unter dem Putz zahlreiche Farbspuren älterer Bemalungen vermutete.
- 1937 der Reichsstatthalter Friedrich Hildebrandt besichtigte am 23. November 1937 die Klosteranlage in Dobbertin, die Kirche und die Kreuzgänge.[229]
- 1939 die als Vertrauensfrau eingesetzte und nicht gewählte Vorsteherin im Klosterkonvent und Kreisfrauenschaftsführerin im Kreis Parchim Agnes von Bülow beschwerte sich am 5. April 1939 beim Staatsministerium in Schwerin, dass der ganz altertümliche Taufstein an seinem jetzigen Platze vor dem Klosterhauptmannshaus als Aschenbecher für die parkenden Chauffeure doch zu groß sei.[230]
- 1940 nach dem Meldebogen für Bronzeglocken der Kirchen vom 30. April 1940 wurden die drei Bronzeglocken von 1872, 1926 und 1934 (Hitler-Glocke) in Kategorie A eingestuft.
- 1942 Empfangsbescheinigung der Reichsstelle für Metalle zur Abnahme der Bronzeglocken durch die Kreishandwerkerschaft für 4/26 /3A von 1934 und 4/26/A von 1926.[231]
- 1944 der Hilfsprediger Kurt-Vollrath Peters aus Hamburg übernahm am 1. Mai 1944 die Dobbertiner Pfarrstelle, doch seine Einführung erfolgte erst am 13. Oktober 1946 nach der Entlassung aus der amerikanischen Kriegsgefangenschaft.
- 1945 durch Dobbertiner Bürger wurde am 2. Mai 1945 auf dem Kirchturm eine weiße Fahne angebracht. Abends waren die ersten sowjetischen Soldaten der Sturmtruppen im Kloster Dobbertin. Tage später erfolgte die Räumung der gesamten Klosteranlage zur weiteren Nutzung als Kasernen. Der Kölner Flüchtlingspfarrer Pastor Carl Köhler als ehemaliges NSDAP-Mitglied predigte trotz Kanzelverbot nun im Dobbertiner Pfarrhaus.

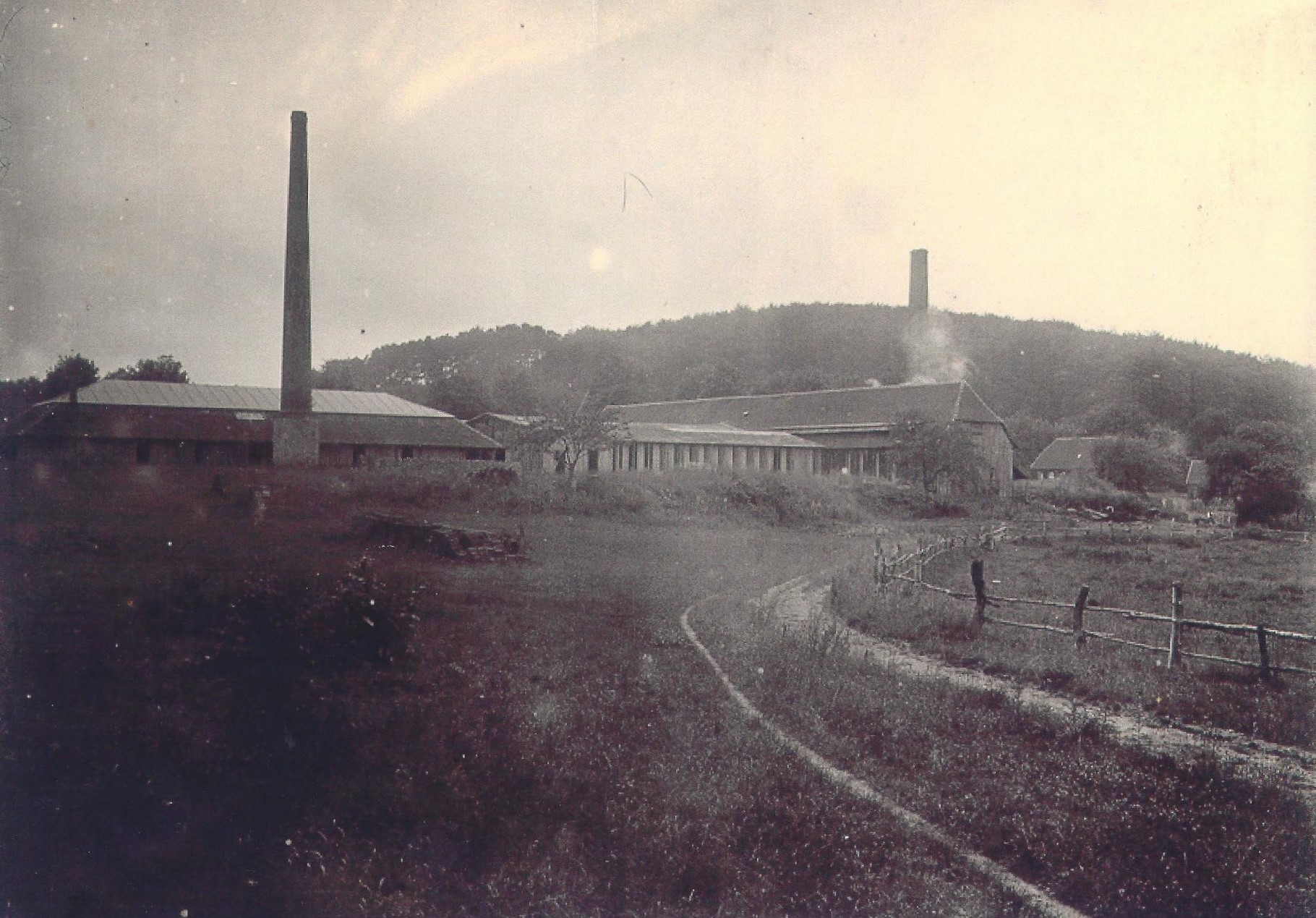
Klosterziegelei am Hellberg (1940)

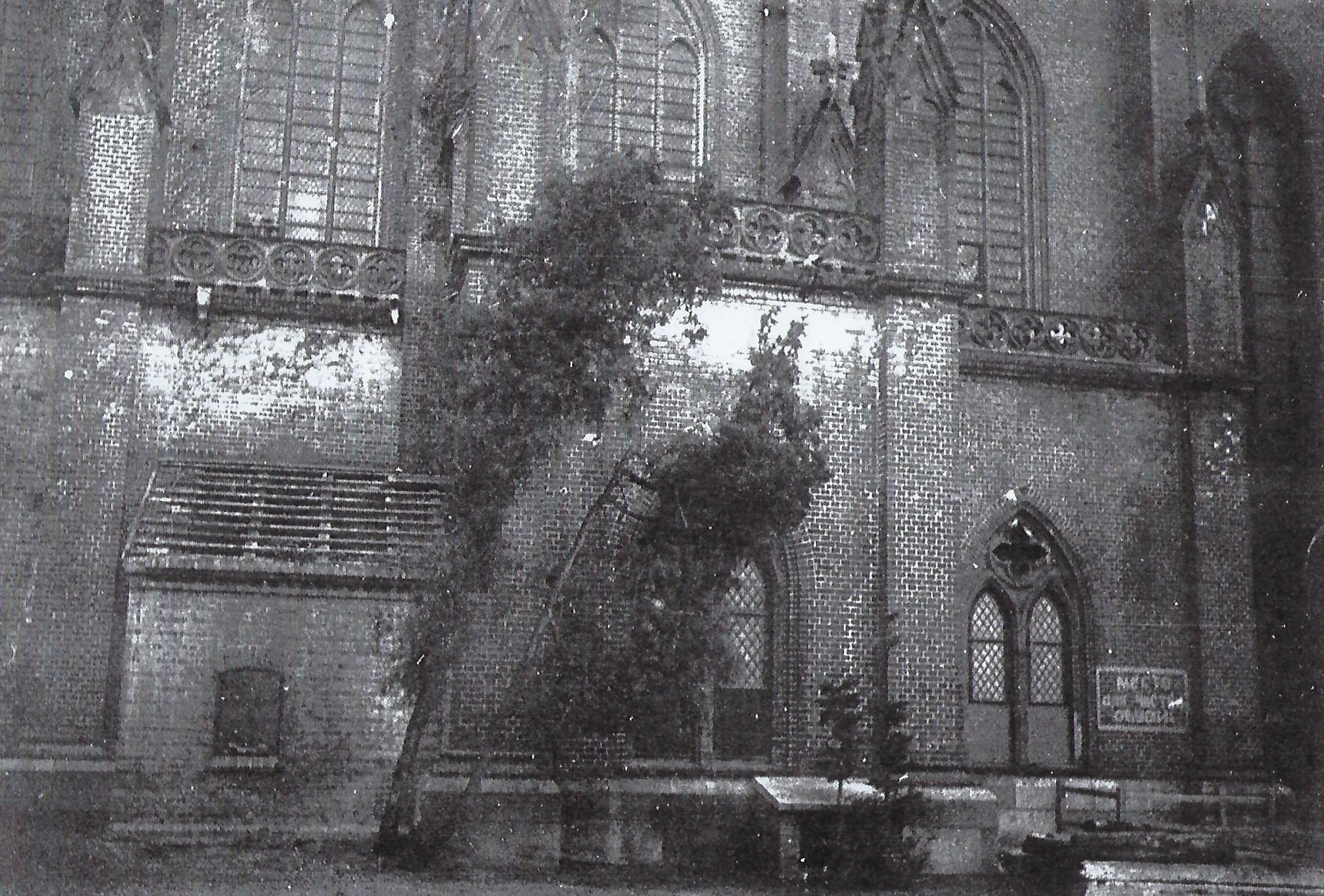
Südfassade nach Abzug der Roten Armee (1947)

- 1946 nach Brandstiftung durch sowjetische Soldaten brannten in der Nacht vom 30. zum 31. Oktober Teile des östlichen Klausurgebäudes ab und im südlichen Kirchturm die Holztreppenkonstruktion. Der Zugang zum Kreuzgang und der Kirche zur Begutachtung des Brandschadens wurde dem Reg. Baurat Heinrich Wehmeyer vom Hochbauamt des Kreises Parchim am 2. November 1946 untersagt.[232] Der Oberkirchenrat aus Schwerin bat am 8. Januar 1947 den Kommandanten in Dobbertin, wenigstens dem Küster wieder das Betreten der Kirche zur Bedienung der Turmuhr und zum Läuten der Glocken zu gestatten und den Angehörigen der Roten Armee das Betreten der Kirche zu verbieten. Weiter sollte erlaubt werden, die zerschlagenen Fensterscheiben gegen Wind und Regen abdichten zu dürfen. Auch im Innern der Kirche waren Beschädigungen am Inventar vorgenommen worden, besonders an der Orgel mit den herausgerissenen Orgelpfeifen. Kurz vor Abzug der Roten Armee konnte am 13. Januar 1947 der Reg. Baurat Heinrich Wehmeyer die Schäden besichtigen. ...von der Wohnung, welche an die Südseite der Kirche stößt, haben die emporlodernden Flammen die hölzernen Schalllucken des südlichen Kirchturms in Brand gesetzt, das Feuer ist dann weiter ins Innere des Kirchturms gedrungen und der Turm ist innen ausgebrannt. Äußerlich sind keine Beschädigungen an dem Turm wahrzunehmen, abgesehen von den verbrannten Schalllucken. Eine Besteigung des Turms ist nicht möglich...[233]
- 1947 der Ministerpräsident Wilhelm Höcker von Mecklenburg-Vorpommern lehnte am 25. April 1947 eine Überweisung der Gebäude des ehemaligen Klosters Dobbertin mit der Klosterkirche an den Landesbischof Niklot Beste zur Nutzung durch die Evangelisch-Lutherischen Landeskirche Mecklenburgs ab.
- 1949 machte der Orgelbauer Nitschmann aus Schwerin die Orgel wieder spielbar.
- 1951 Dr. Wagner als Kantor der Marienkirche Rostock beanstandet den schlechten Zustand der Orgel.
- 1952 erfolgte eine Orgelreparatur nach Wiederherstellung von acht Registern durch den Orgelbaumeister Alexander Schuke aus Potsdam.[234] An der Sammlung zur Erneuerung der Orgelpfeifen beteiligte sich auch eine Hausgemeinschaft im Altersheim. Auf der Liste vom 3. März 1952 unterschrieben die dort lebenden Konventualinnen Magdalena von Oertzen, Frau Lefeld, Freiin von Stenglin, Frl. von Lützow, Frl. von Lücken, Gräfin von Bassewitz, Frl. Luise von Dewitz, Frau von Seeler, Frl. E. von Bassewitz, Frl. von Ferber, Frl. von Bustin, Frl. Herbst und Frl. von Raven.
- 1955 erfolgten Reparaturen an den Dachrinnen durch Klempner Kostmann aus Goldberg. Pastor Kurt-Vollrath Peters und Emmy von Bassewitz baten den Stellvertreter des Vorsitzenden des Ministerrates der Regierung der DDR Herrn Dr. Otto Nuschke in Berlin um finanzielle Unterstützung von 5.000 DM für die Erhaltung der Klosterkirche, die abgelehnt wurden. Der Oberkirchenrat in Schwerin beschwerte sich danach beim Dobbertiner Pastor, weil er übergangen worden sei.[235]
- 1956 erfolgte eine Sammlung zur Anschaffung zwei neuer Glocken durch die Kirchengemeinde. Das Konto Nr. 3387 der Kirchengemeinde bei der Kreissparkasse Lübz, Zweigstelle Goldberg wurde gesperrt, da die Sammlung ohne staatliche Genehmigung durchgeführt wurde. Pastor Peters wurde durch die Bürgermeisterin Rosemarie Koch angezeigt. Nach Prüfung des Sachverhaltes durch den Staatsanwalt des Kreises Lübz in Plau sollte die Rückzahlung der Spenden durch den Rat der Gemeinde Dobbertin an die Spender erfolgen. Doch die Spender nahmen ihre Spenden nicht zurück oder zahlten sie eine Tür weiter in der Raiffeisenbank wieder ein.[236]
- 1957 am 15. Juli erfolgte die Lieferung zwei neuer Eisenhartguss-Glocken durch die Metall- und Glockengießer Schilling und Lattermann aus Apolda, die große Glocke 760 kg mit Inschrift Leben wir, so leben wir den Herrn, sterben wir, so sterben wir den Herrn. Die kleinere Glocke 300 kg mit Inschrift Seid in Hoffnung, geduldig in Trübsal, haltet an am Gebet. Die Glockeneinbringung in die Doppelturmanlage erfolgte am 22. Juli 1957 und die Glockenweihe wurde durch Pastor Kurt-Vollrath Peters am 25. August 1957 durchgeführt.[237]
- 1958 die Unfallgefahrenquellen an der Kirche wurden durch die Bezirksbehörde der Deutschen Volkspolizei Schwerin, Abt. Feuerwehr mit dem Baubeauftragten des Kirchenkreises Parchim Carl Schlüter und dem Dobbertiner Pastor Peters am 29. September besichtigt. Die maroden Schallluken und schadhaften Fußbodenbretter wurden durch den Tischlermeister Heinrich Roloff aus Dobbertin erneuert.
- 1960 am 16. Mai stürzten Kreuzblumen von Fialtürmen der Klosterkirche.
- 1963 durch die Orgelbaufirma Schuke wurde die Orgel klanglich umgestaltet. Die Freigabe von 120 Quadratmetern Zinkblech für Dachabdeckungen wurden vom Institut für Denkmalpflege in Schwerin befürwortet.[238] Die Ausführung scheiterte, da der VEB (K) Lübz kein Baugerüst beschaffen konnte. Die Klempnerarbeiten erfolgten durch den privaten Klempnermeister Kortmann aus Goldberg.
- 1978 gab es einen weiteren Orgelumbau durch Orgelbaumeister Wolfgang Nußbücker aus Plau, die Abnahme erfolgte durch den  Orgelsachverständigen Wolfgang Leppin aus Güstrow.[239]
- 1979 erfolgte die baupolizeiliche Sperrung der Kirche mit der Nonnenempore wegen zunehmender Bauschäden und Einsturzgefahr nach jahrelanger Durchfeuchtung des Daches und den Rissen in den Gewölbekappen durch das baufachliche Gutachten vom 18. April 1979 der Staatlichen Bauaufsicht in Güstrow.
- 1982 die Klosterkirche wurde durch Beschluss des Rates des Kreises Lübz am 8. Dezember zum Denkmal erklärt und ist Bestandteil der Bezirksdenkmalliste.[240]
- 1983 das Gutachten zu statisch-konstruktiven Schäden vom 6. Dezember 1983 wurde durch den Bausachverständigen für Denkmalschutz Wolfgang Preis aus Dresden erarbeitet. Die Denkmalpflegerische Zielstellung zur Restaurierung des Äußeren der Klosterkirche Dobbertin vom 10. August 1989 wurde von der Architektin G. Zabel vom Projektierungsatelier des VEB Denkmalpflege Schwerin erarbeitet und durch Horst Ende vom Institut für Denkmalpflege Schwerin und H. Zinn vom Rat des Kreises Lübz, Abt. Kultur bestätigt. Zusätze wurden am 23. Oktober 1989 durch den Hauptkonservator Dieter Zander vom Institut für Denkmalpflege Schwerin bestätigt.

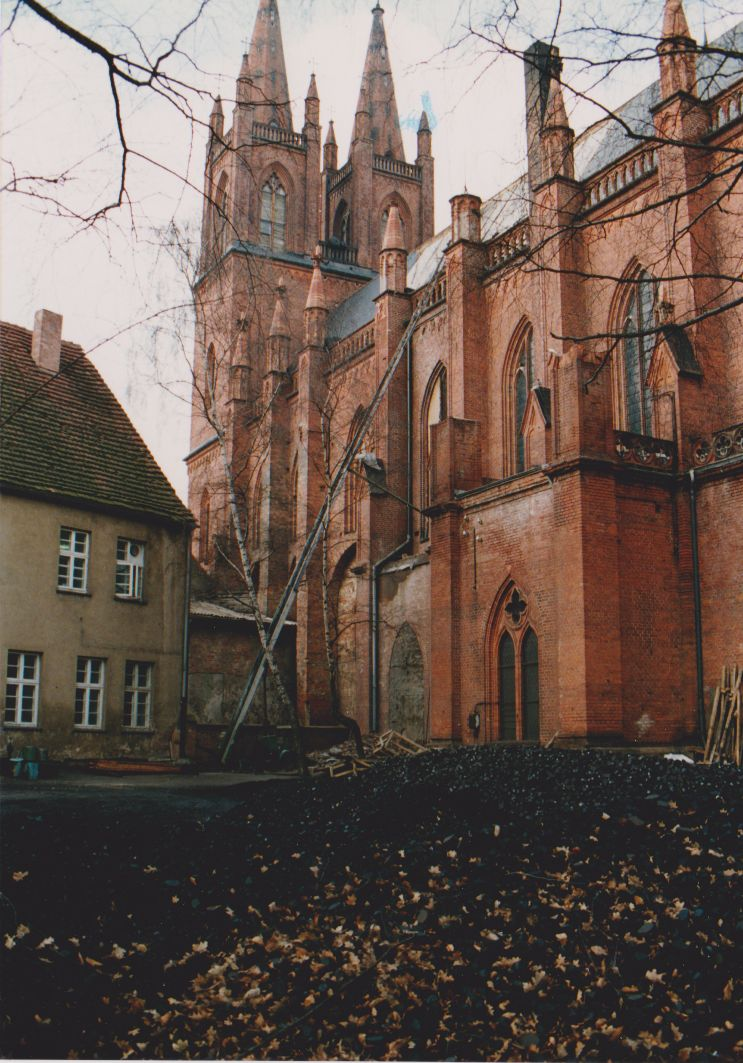
Südseite der Klosterkirche mit Kohlebergen, Zustand 1989

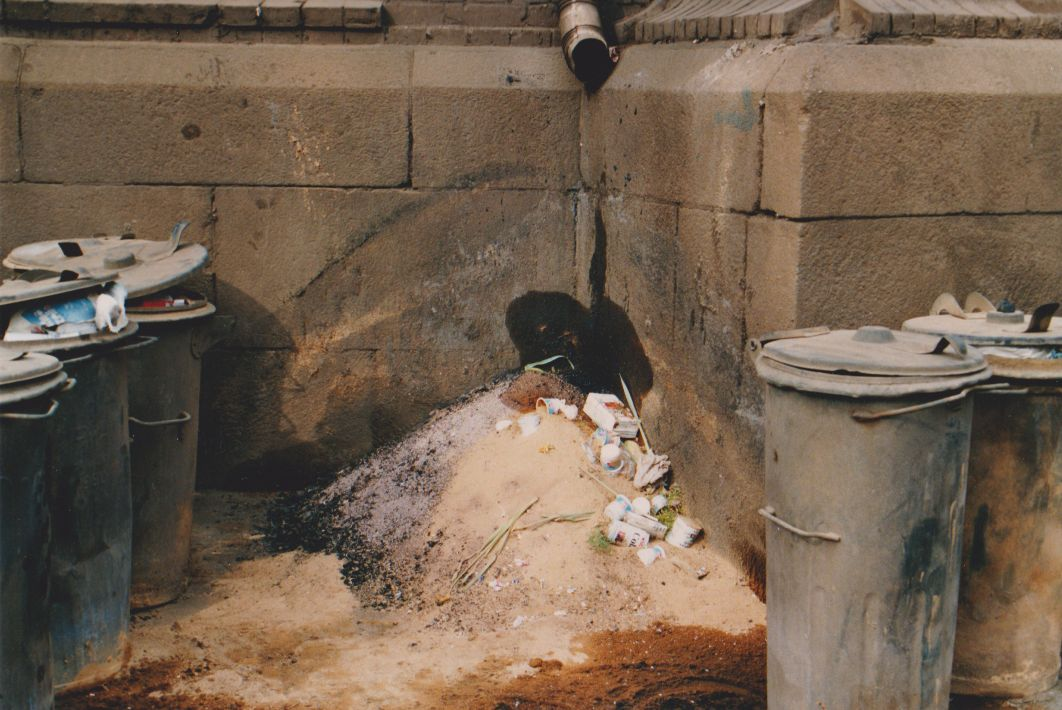
Aschelager an der südlichen Chorwand (1989)

- 1984 erfolgte die Erneuerung der Heizungsanlage mit zwei neuen Heizkesseln zur Beheizung der Häuser VI, VII und VIII. Die Kellerdecke unter der Sakristei wurde erhöht und außerhalb eine Kohlenschütte aus Beton angebaut. Die Aschelagerung erfolgte an der südlichen Chorwand und die Braunkohlenberge lagerten auf der heutigen Wiese.
- 1989 der Dobbertiner Bürgermeister Michael Halbauer machte am 21. Juni 1989 an den Generalsekretär des ZK der SED und Vorsitzenden des Staatsrates der DDR, Genossen Erich Honecker eine Eingabe wegen fehlender Reparaturen und Einsturzgefahr der Dobbertiner Klosterkirche, die sich auch heute noch in Staatseigentum/Landeseigentum befindet.[241] Die Bauleitung vom Schloss Schwerin hatte im Herbst 1989 erste Sicherungsmaßnahmen durchzuführen, da sich die südliche Außenwand nach außen neigte und die Gewölbe starke Risse zeigten. Die schon 1857 entfernten sieben Zuganker wurden aus für Berliner Sonderbauvorhaben vorgesehenem Baustahl gefertigt, eingebaut und gespannt.[242] Weitere Notsicherungsmaßnahmen gegen diverse Feuchteschäden durch undichte Dachentwässerungen wurden durchgeführt. Die Abnahme der 150 noch verbliebenen Adelswappen auf der Nonnenempore erfolgte durch die Restaurierungswerkstatt Güstrow des VEB Denkmalpflege in Schwerin. Drei Wappen lagerten schon im Museum der Stadt Goldberg.[243] Das Gutachten zum Zustand der Zinnwappen vom 29. Juni 1989 erstellte der Metallrestaurator Wolfgang Gummelt aus Berlin.
- 1990 die Denkmalpflegerische Zielstellung für das Innere der Klosterkirche Dobbertin wurde am 30. Januar 1990 durch Dipl. phil. Dirk Handorf erarbeitet. Die Denkmalpflegerische Zielstellung für die Außenanlagen im Kloster Dobbertin hatte am 30. August 1990 der Gartenarchitekt Georg Kiehne vom Institut für Denkmalpflege in Schwerin erarbeitet. Die Beleuchtungskonzeption vom 15. Mai 1990 lieferte Gerd Lau vom Institut für Kulturbauten Berlin, Außenstelle Rostock. Die Untersuchung der mittelalterlichen Raumfassung mit den Wandflächen und Gewölbekappen auf der Nonnenempore erfolgte durch den Restaurator Andreas Baumgart. Sofortige Notsicherungsmaßnahmen erfolgten durch den Einbau von sieben Zugankern in der Kirche.[244] Den Austausch verfaulter Holzbalken im Dachstuhl nahmen die Zimmerleute der Firma Voss aus Lübz vor.[245] Die Dacheindeckung mit neuem Schiefer von Rathscheck aus Mayen-Katzenberg erfolgte durch die Plauer Bauhandwerker e.G.[246][247] Am 8. November 1990 wurde der durch Soldaten der Roten Armee 1945 zerschossene Wetterhahn mit der Kugel auf dem Dachfirst am Chor der Klosterkirche abgenommen. In der Kugel befanden sich 20 mecklenburgisch-schwerinsche Silber- und Kupfermünzen aus den Jahren 1830–1855,[248] eingerollt in Papier mit Siegelaufdruck vom Großherzog Friedrich Franz I. (1785–1837).[249]
- 1991 die Restaurierung und Vergoldung der Kugel mit dem Wetterhahn erfolgte durch Denkmalpflege Mecklenburg GmbH aus Schwerin.[250] Zusätzliche Votiveinlagen mit Münzen der ehemaligen DDR und BRD und einer Tageszeitung nahm der Klosterbauleiter Horst Alsleben vom Diakoniewerk Kloster Dobbertin gGmbH vor.[251][252] Für die Baubetreuung war Norbert Schilling vom Baudezernat des damaligen Landkreis Lübz zuständig. Am 17. April 1991 erfolgte durch den Glockensachverständigen der Evangelischen Kirche von Westfalen Claus Peter und den Leiter des deutschen Glockenmuseums Burg Greifenstein in Hessen,  Dr. K. Bund eine Glockenbesichtigung.[253]

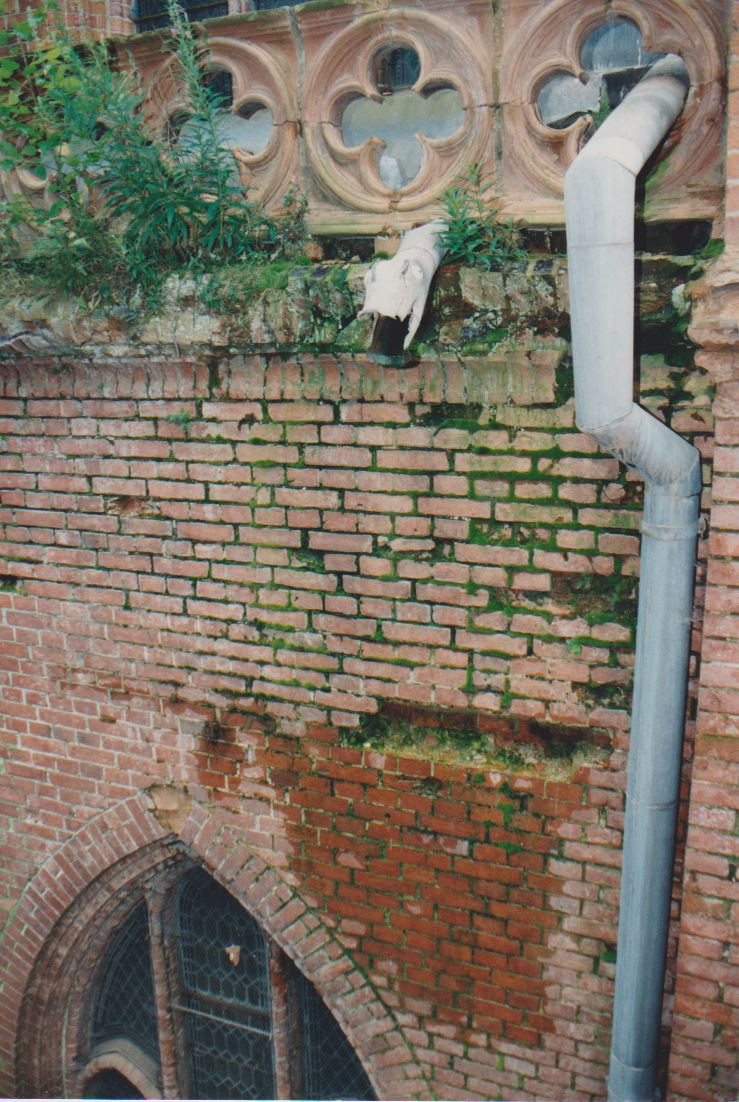
Provisorische Regenwasserentsorgung an der Nordfassade (1992)

- 1992 den Ausbau und die Einlagerung des Pfeifenwerkes der Orgel nahm der Orgelbauer Wolfgang Nußbücker aus Plau wegen der beginnenden Sicherungs- und Sanierungsarbeiten in der Klosterkirche vor. Ein Angebot zum Ausbau erfolgte schon am 25. Dezember 1990. Die Zusicherung der Deutsche Bundesstiftung Umwelt von drei Millionen DM für die Sanierung der Nordfassade erfolgte nach einem Ortsgespräch mit Dr. Arno Weimann von der Stiftung, Dr. Dorotheus Graf Rothkirch vom Kultusministerium, Horst Ende vom Landesamt für Denkmalpflege und Horst Alsleben als Bauherrenvertreter.[254] Im Herbst führte Herr Mentzel erste bauarchäologische Untersuchungen an der Südseite der Klosterkirche und dem ehemaligen Giebel des östlichen Klausurgebäudes ohne Dokumentation durch. Weitere Grabungen erfolgten 1998 durch Antje Zimprich und 2001 durch Dr. Frank Wietrzichowski mit Dokumentationen.
- 1993 begannen die Sicherungs- und Sanierungsarbeiten an der stark beschädigten Nordfassade mit finanzieller Förderung durch die Deutsche Bundesstiftung Umwelt.[255] Die Baubetreuung erfolgte durch den  Architekten Bent Böhnke aus Güstrow, die Ausführung durch die Baufirma Graf aus Güstrow, Deutsche Bundesstiftung Umwelt Osnabrück. Im Herbst 1993 wurden durch den Bodendenkmalpfleger Mentzel an der Südseite der Klosterkirche in dem 1946 abgebrannten östlichen Klausurgebäude erste Untersuchungen vorgenommen. Dabei konnten die ältesten Bebauungsstrukturen und Skelettgräber freigelegt werden.

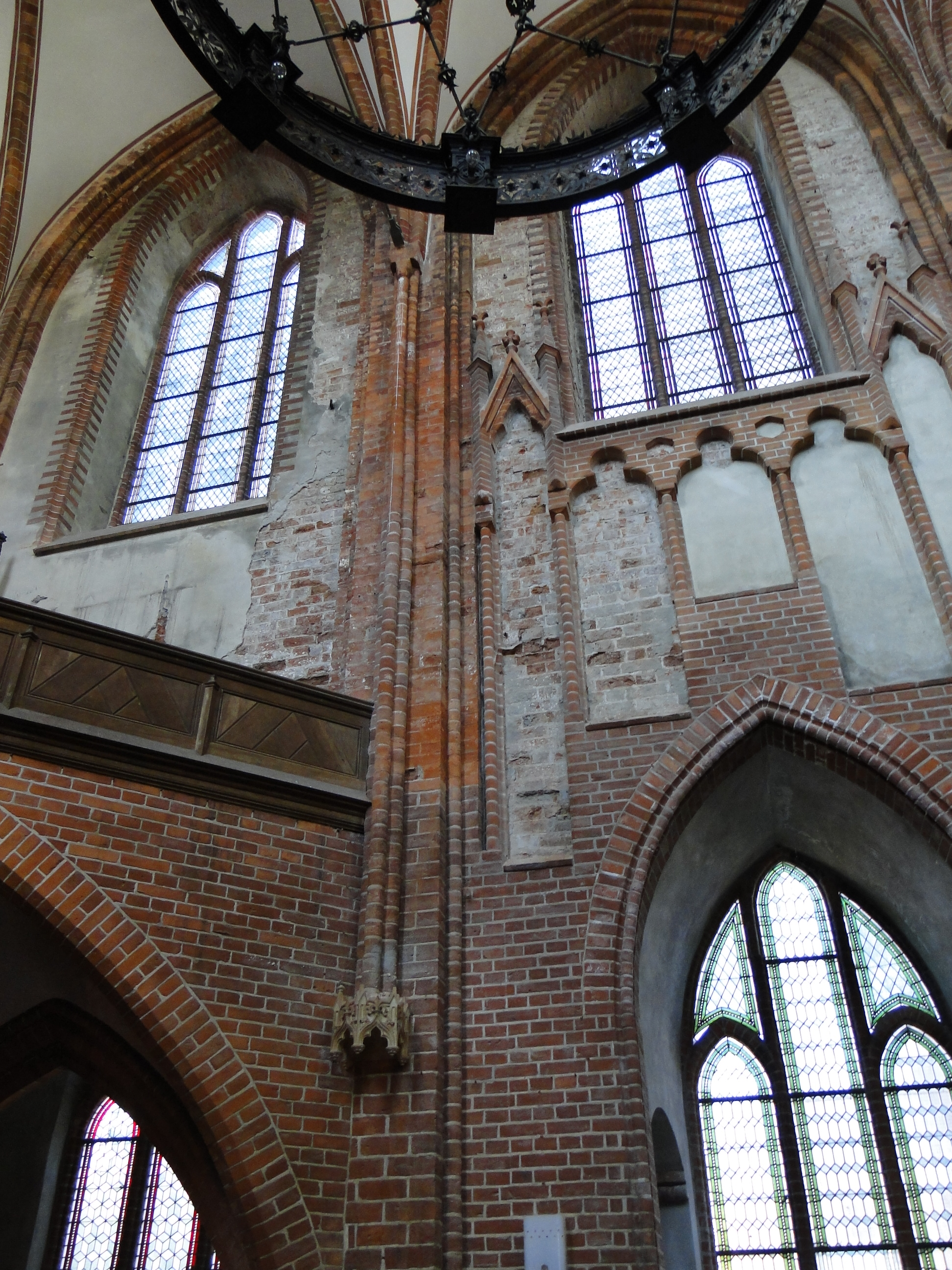
Feuchte- und Putzschäden an der Nordwand (1994)

- 1994 die Restaurierung des Pentagramms im sogenannten Demmlergiebel an der Nordfassade erfolgte durch den Restaurator Andreas Baumgart aus Rethwisch.[256] Da Demmler Freimaurer war, befindet sich gleiches Pentagramm in seiner Grabkapelle in Schwerin.[257]
- 1995 wurde die Fassadensanierung an der Nordseite und dem Chor abgeschlossen.[258] Die Farbfassungsuntersuchung und Schadenserfassung im Innenraum der Klosterkirche nahm der Restaurator Andreas Baumgart aus Rethwisch vor.[259]  Die Durchführung von statisch-konstruktiven Sicherungsmaßnahmen bei der Schiefstellung der südlichen Außenwand, der Verformung und Rissbildung in den Gewölben vom Chor und Langhaus erfolgte durch die Fachbauleitung des Büros für Baukonstruktionen aus Karlsruhe.[260] Dazu wurde im oberen Traufbereich durch die Firma Held & Franke aus Hamburg mit Spezialkernbohrtechnik umlaufend von je 100 Metern ein Ringanker eingebaut, die Risse auf den Ober- und Unterseiten mit Trasskalk verpresst und mit Injektionsbohrungen eine Vernadelung durchgeführt.[261]
- 1996 während der Sicherungsarbeiten der geschädigten Gurtrippen und Gewölbe im Bereich der Nonnenempore[262] konnten die Restauratoren Andreas Baumgart und Heiko Brandner im nördlichen Knappenviertel über der Nonnenempore Malereien freilegen. Es handelt sich um einen Engel, der in seiner linken Hand einen Spruchband mit dem Text DEINEM RECHTEN UND EINIGEN SOHN und in der rechten Hand eine Posaune hält.[263][264] Nach dem Ausbau des mittleren Chorfensters durch die Berliner Glaswerkstätten Lehmann wurde unter fachlicher Anleitung von Dr. Erhard Drachenberg als Sachverständiger Glasmalerei von der Arbeitsstelle für Glasmalereiforschung des CVMA Potsdam mit der Restaurierung der Buntglasfenster begonnen. Die Erarbeitung eines Gutachtens zur statisch-konstruktiven Sanierung der Doppelturmanlage erfolgte durch das Büro für Baukonstruktionen Karlsruhe.[265] Anfang Mai 1996 fand der ehrenamtliche Bodendenkmalpfleger Andreas Preuß im oberen südlichen Turm der Klosterkirche mehrere Reste von mittelalterlichen Ausstattungsstücken, darunter Teile eines Triumphkreuzes, das auf 1310/15 datiert wurde.[266][267] Für bauvorbereitende Maßnahmen wurde die Doppelturmanlage eingerüstet.[268]
- 1997 durch die Firma Ochsenfahrt Restaurierungen aus Lübeck erfolgte nach statisch-konstruktiver Sicherung der mittelalterlichen Gewölbe eine Ausmalung nach der Farbfassung von 1857.[269][270] Die nicht abgefallenen Putzflächen wurden erhalten und gereinigt, gefestigt und teils retuschiert. Darunter waren auch Gewölbezwickel, Gurtrippen, Konsolen und die weißen Gewölbekappen. Erstmals nach 90 Jahren besuchten am 19. April 1997 Benediktinermönche mit Pater Ulrich, OSB Prof. Dr. Ulrich Faust aus der Abtei Ottobeuren das Kloster Dobbertin und nahmen mit Beiträgen an der Kirchengeschichtlichen Tagung Benediktiner in Dobbertin teil.[271]
- 1998 Denkmalpflegerische Zielstellung Klosterkirche Dobbertin, Südfassade erarbeitet durch Restaurator Andreas Baumgart aus Rethwisch.
- 1999 durch die Dresdener Glasmalereiwerkstatt Fred Krönke wurde mit der Restaurierung der seitlichen Chorfenster begonnen.

### 21. Jahrhundert
- 2000 die Denkmalpflegerische Zielstellung Klosterkirche Turm hatte der Restaurator Andreas Baumgart erarbeitet. Die vier Kreuze auf den Turmhelmen wurden zur Restaurierung abgenommen.[272]

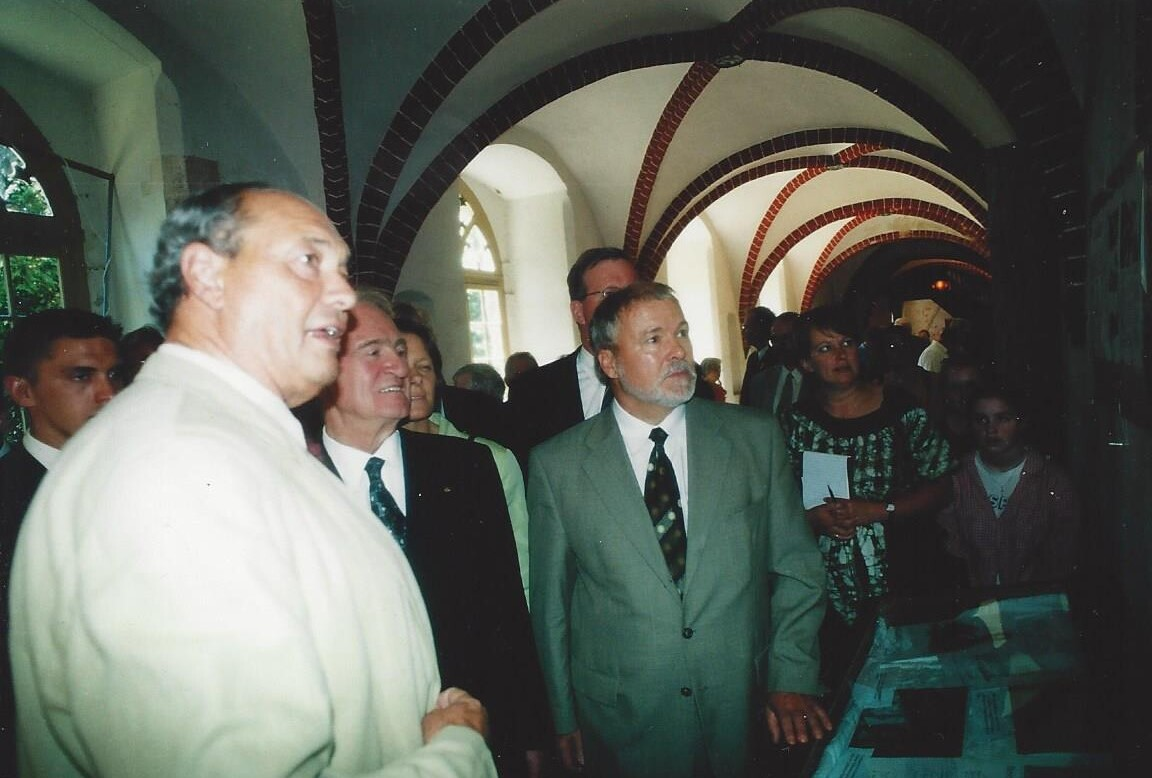
Horst Alsleben führte 2001 den Bundespräsidenten und den Ministerpräsidenten durch das Kloster

- 2001 am 4. Juni 2001 erfolgte der Besuch des Bundespräsidenten Johannes Rau. Danach begann auch die Sanierung der Klosterkirche an der Südfassade. Geomagnetische Messungen wurden durch das Institut für Geowissenschaften der Universität Kiel zum Auffinden von Gegenständen und alter Bestattungen an der Nord- und Westseite der Klosterkirche durchgeführt.[273]
- 2002 die Instandsetzung der Südfassade mit Sakristei, den Fenstern und Fialtürmchen durch die Firma GFDS GmbH Sachsen aus Chemnitz im Auftrag des Betriebs für Bau- und Liegenschaften (BBL) des Landes M-V wurde 2005 beendet. Die Planung und Baubetreuung erfolgte durch die Architektin Katharina Henze aus Güstrow.[274]

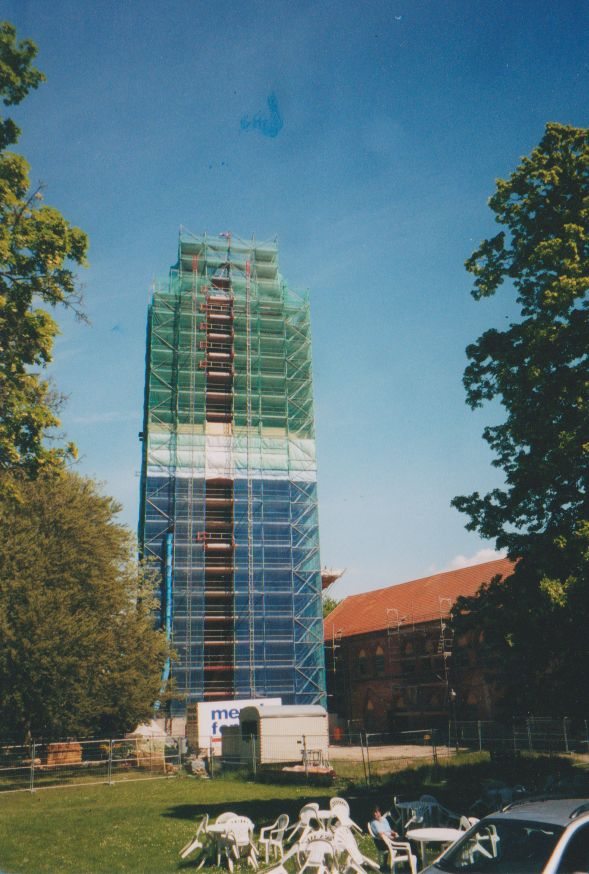
Eingerüstete Doppelturmanlage (2004)

- 2004 die beiden 2,78 m hohen, aus 2 mm dickem Kupferblech bestehenden Kreuze wurden nach der Vergoldung mit 1600 Stück 23,75 karätigem, in zwei Lagen belegtem Blattgold auf die Türme gebracht und dort mit Blei in den Sandstein vergossen.[275] Im Herbst 2004 erfolgte die Abnahme der Eisengussplatte mit den Inschriften am oberen südlichen Turm und wurde nach der Sanierung durch den Malermeister Barten aus Zurow in der Turmhalle über der Tür zum Turm angebracht. Die Schriftzeichen waren einst vergoldet.[276] Mit der umfangreiche Sanierung der äußeren Doppelturmanlage der Klosterkirche wurde begonnen.[277] Es erfolgte die Reparatur der Einschusslöcher von 1945 am kleinen Turmuhrzeiger aus Eisenguss und eine Neuvergoldung. Nach Fertigstellung der sanierten Südfassade begann der Gerüstabbau.[278][279]
- 2005 erfolgte die Neuanfertigung von drei Maßwerken durch Steinrestaurierung & Steinbildhauerwerkstatt Andreas Artur Hoferick aus Berlin.
- 2006 die Befunduntersuchungen der Wandflächen auf der Nonnenempore und die Farbfassungsuntersuchungen in der Unterkirche führte der Restaurator Andreas Baumgart durch.[280][281]
- 2008 die seit 20 Jahren eingelagert gewesenen vier vom Bildhauer Gustav Willgohs 1856 gefertigten sandsteinimitierten Gipsplastiken von Johannes, Marcus, Matthäus und Lucas wurden durch den Restaurator Andreas Baumgart restauriert und wieder auf die Säulen im Chor gesetzt.[282][283]
- 2013 erfolgten Instandsetzungsarbeiten an der Nordfassade in Richtung Chor durch die Neumühler Bauhütte GmbH Schwerin. Die Kupferblecharbeiten führte Thomas Fischer aus Mühlen Eichsen aus. Die fachliche Betreuung hatte der Restaurator Andreas Baumgart aus Rethwisch.
- 2015 auch an der Ostfassade wurden durch die Neumühler Bauhütte GmbH Schwerin Reparaturen durchgeführt. Im Sommer 2015 erfolgte die Restaurierung und Neuvergoldung der ungeöffneten Kugel mit dem Wetterhahn durch den Metallrestaurator Thomas Fischer aus Mühlen Eichsen.
- 2016 erfolgten Instandsetzungsarbeiten an der Südfassade. Auf der Nordseite im Kirchenschiff fanden am Joch 5 und 6 Reparaturen am Mauerwerk und Putz statt, danach erfolgte die Herstellung der Farbfassung.
- 2017 im Kirchenschiff wurden an der Südseite vom Joch 5 bis 7 das Mauerwerk und der Putz erneuert, danach erfolgte die Herstellung der Farbfassung. Die Restaurierung des östlichen Kronleuchters erfolgte durch Metallrestaurator Thomas Fischer aus Mühlen Eichsen. Die Aufarbeitung von Dielen, Paneelen und Bänken erfolgte durch die Tischlerei Nils Fischer aus Schwerin. Die Erneuerung der Elektroinstallation nahm der Elektromeister Arne Gotham aus Wittenburg vor.
- 2018 in der Unterkirche wurden auf der Nord- und Südseite von Joch 1 bis 4 Reparaturen am Mauerwerk und am Putz durchgeführt, danach erfolgte die Herstellung der Farbfassung. Auf der Nonnenempore erfolgten auf der Nordseite am Joch 4 Reparaturen am Mauerwerk und Putz mit der Farbfassung. Die Instandsetzung von zwei Fenstern im Joch 4 nahm die Glaserei Brügemann aus Schönfeld Mühle vor. Die Erneuerung der Elektroinstallation erfolgte durch den Elektromeister Arne Gotham aus Wittenburg. Die Aufarbeitung von Paneelen und Bänken durch die Tischlerei Nils Fischer aus Schwerin. Die beiden geschmiedeten Wandleuchter im Chor wurden von Thomas Fischer aus Mühlen Eichsen restauriert und montiert, die Elektrifizierung erfolgte durch Arne Gotham aus Wittenburg. Die neuen Wandleuchter im Langhaus und in der Turmhalle wurden nach einer Idee des Restaurators Andreas Baumgart durch den Lichtdesigner Andreas Ermisch aus Schwerin unter Mitwirkung von Luise Brüggemann und Thomas Fischer durch Firma Diodela in Berlin gefertigt.
- 2019 durch den Orgelbaumeister Andreas Arnold vom Mecklenburger Orgelbau in Plau am See wurde mit dem Orgelneubau begonnen.[284] Die konstruktive Erneuerung des Tragwerkes der Orgelempore wurde durch die Zimmerleute der Neumühler Bauhütte GmbH Schwerin nach der Planung vom Statiker Holger Haaker aus Schwerin-Zippendorf durchgeführt. Das Orgelschnitzwerk erneuerte Silke Krempin aus Schwerin-Warnitz. Die Reparaturen der Paneele, Holzpodeste und Bänke im Langhaus erfolgte durch die Tischlerei Nils Fischer aus Schwerin. Im Spitzbogen an der Südwand über dem Eingang zur Sakristei wurde im Herbst 2019 das um 1520 gefertigte Kaselkreuz wieder aufgehängt. Der Putz und das Mauerwerk am Joch 2 und 3 an der Nord- und Südseite auf der Nonnenempore und im Turmraum wurden durch die Neumühler Bauhütte GmbH Schwerin erneuert. Die Restaurierung der Fenster im Joch 2 und 3 an der Nordseite der Nonnenempore erfolgte durch die Glaserei Brügemann aus Schönfeld Mühle. Drei neue Pendelleuchten wurden in der Unterempore montiert.[285] Nach den Putz- und Malerarbeiten wurden im Joch 3 an der Südwand auf der Nonnenempore die ersten von 153 noch vorhandenen Metallwappen mit 231 Wappenschildern von 75 adligen Familien angebracht.

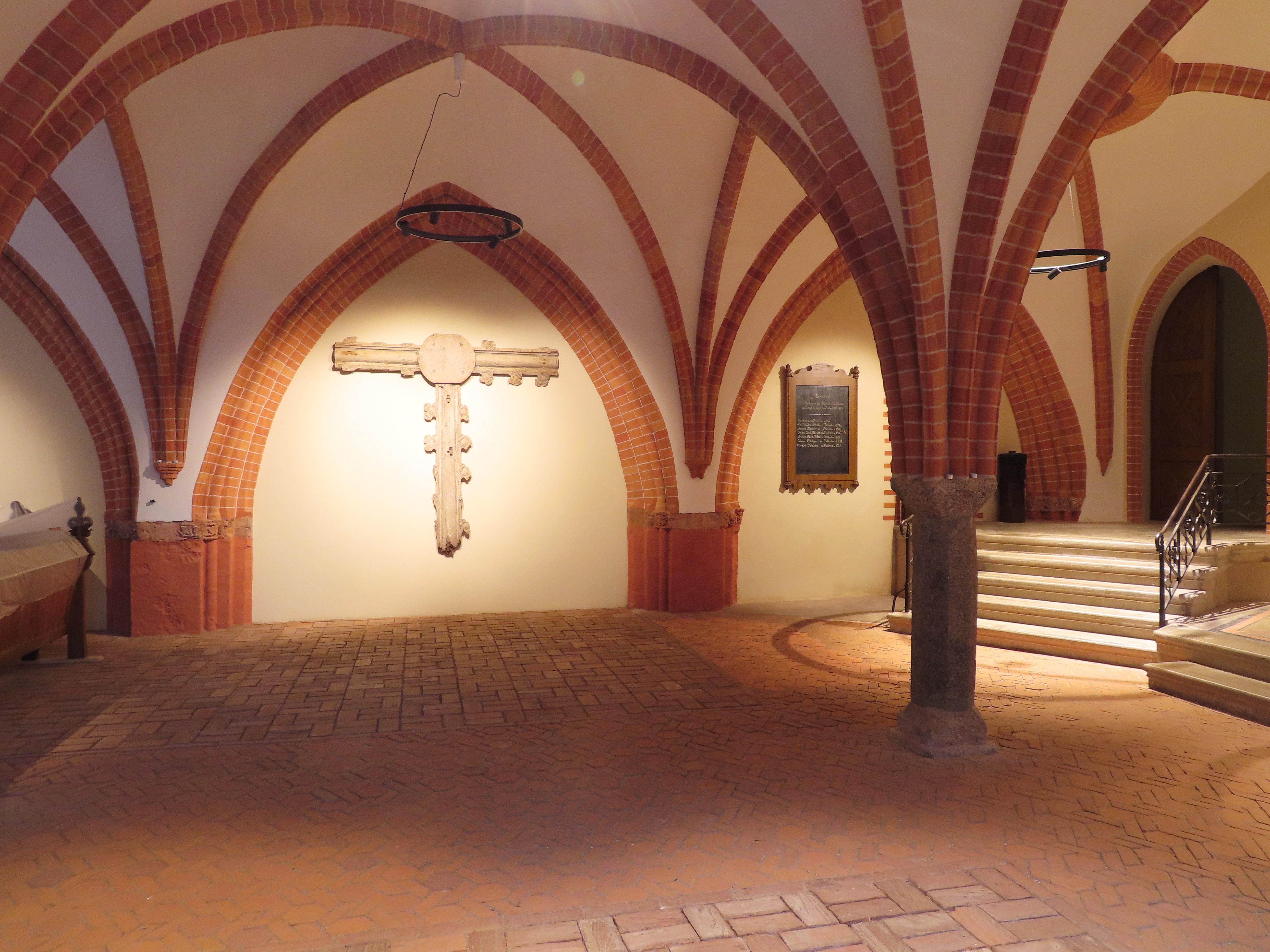
Rest eines Triumphkreuzes um 1310/15 in der restaurierten Unterkirche (2020)

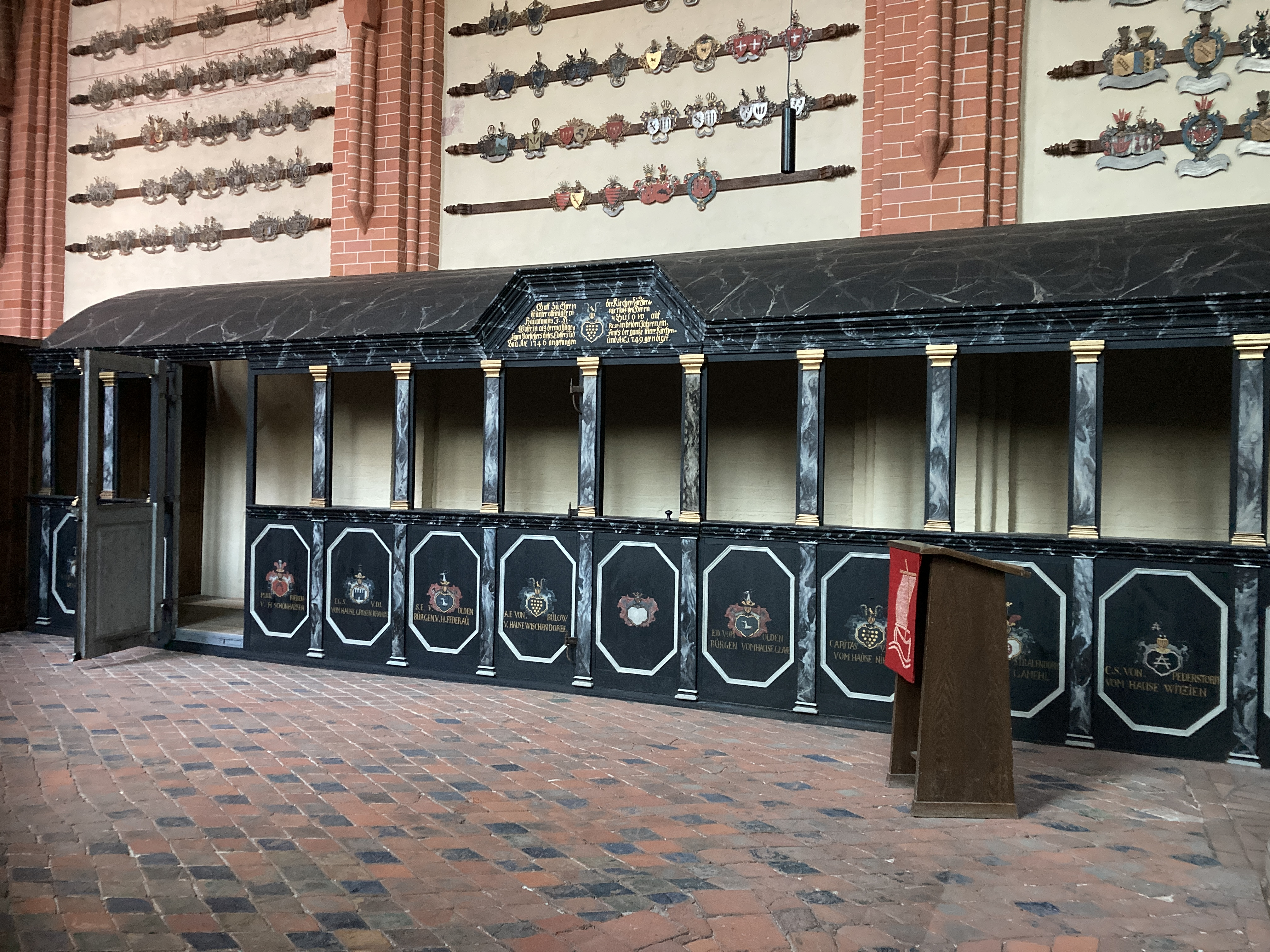
Restaurierte südliche Gebetsloge auf der Nonnenempore (2021)

- 2020 nach dem Rückbau des Betonfußbodens auf der bauzeitlich preußischen Kappendecke über dem Keller der Sakristei wurde mit der Sanierung und Restaurierung der Sakristei begonnen.[286] Die restaurierte Grabplatte des Amtsmaurermeisters Christian Retzloff, der von 1828 bis 1837 die Doppelturmanlage mit aufmauerte, wurde im März 2020 in der südlichen Turmhalle aufgestellt.[287] Die 1996 gefundenen Reste eines auf 1310/15 datierten mittelalterlichen Triumphkreuzes wurden nach gründlicher Überarbeitung durch den Restaurator Andreas Baumgart am 5. März 2020 wieder an der südlichen Wand in der Unterkirche angebracht.[288] Mit dem Einbau der neuen Orgel wurde am 18. Mai 2020 durch den Orgelbaumeister Andreas Arnold aus Plau am See begonnen.[289] Ende Juli 2020 wurde der restaurierte Eichendeckel mit der durch die Schweriner Holzbildhauerin Mandy Breiholdt geschnitzten Taube wieder auf den Taufstein von 1586 gelegt.[290][291] Die beiden Informationstafeln zur Orgel wurden durch den Restaurator Andreas Baumgart angefertigt und im Juli 2020 montiert. Im Oktober 2020 wurden durch die Maler der Neumühler Bauhütte GmbH Schwerin an der Westwand rechts und links vom Kanzelaltar die restlichen Wappen angehängt. Am 5. November 2020 erfolgte durch den Orgelsachverständigen der Nordkirche Friedrich Drese die Abnahme der neuen Orgel und am 29. November 2020 die Orgelweihe.
- 2021 unter fachlicher Anleitung und Betreuung des Restaurators Andreas Baumgart wurden durch den Maler Günter Mausolf der Schweriner Bauhütte Neumühle und die Holzbildhauerin Andrea Jorke aus Bliesekow auf der Nonnenempore die Wappen, die Gebetslogen und der Kanzelaltar restauriert. Am 26. August 2021 erfolgte der Abbau der  Gerüste. Nach Abschluss der aufwendigen Sanierungs- und Restaurierungsarbeiten auf der Nonnenempore fand am 31. Oktober 2021 durch Pastor Christian Hasenpusch die Weihe statt.

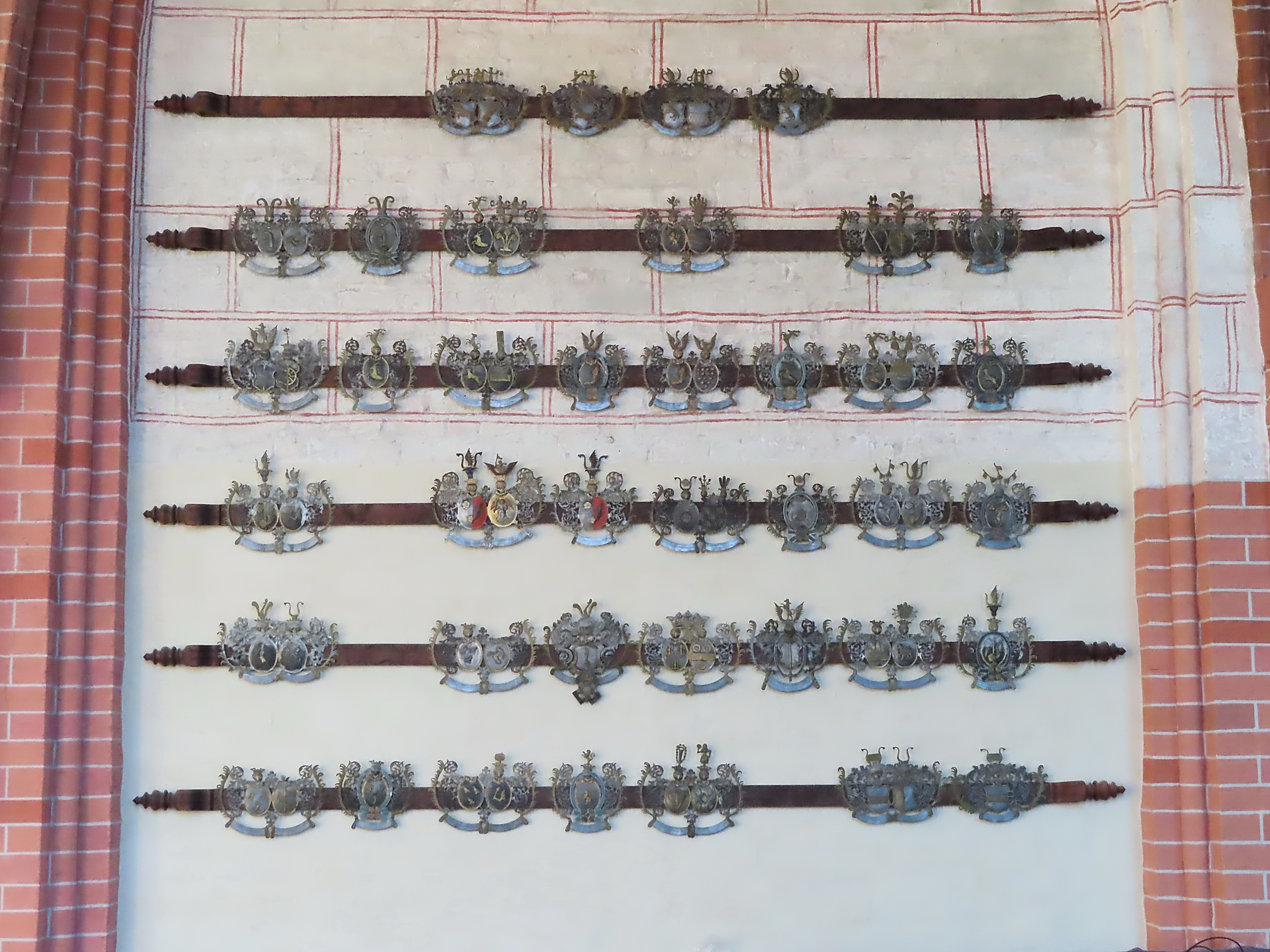
Restaurierte Wappentafeln der Konventualinnen an der Südwand der Nonnenempore (2020)
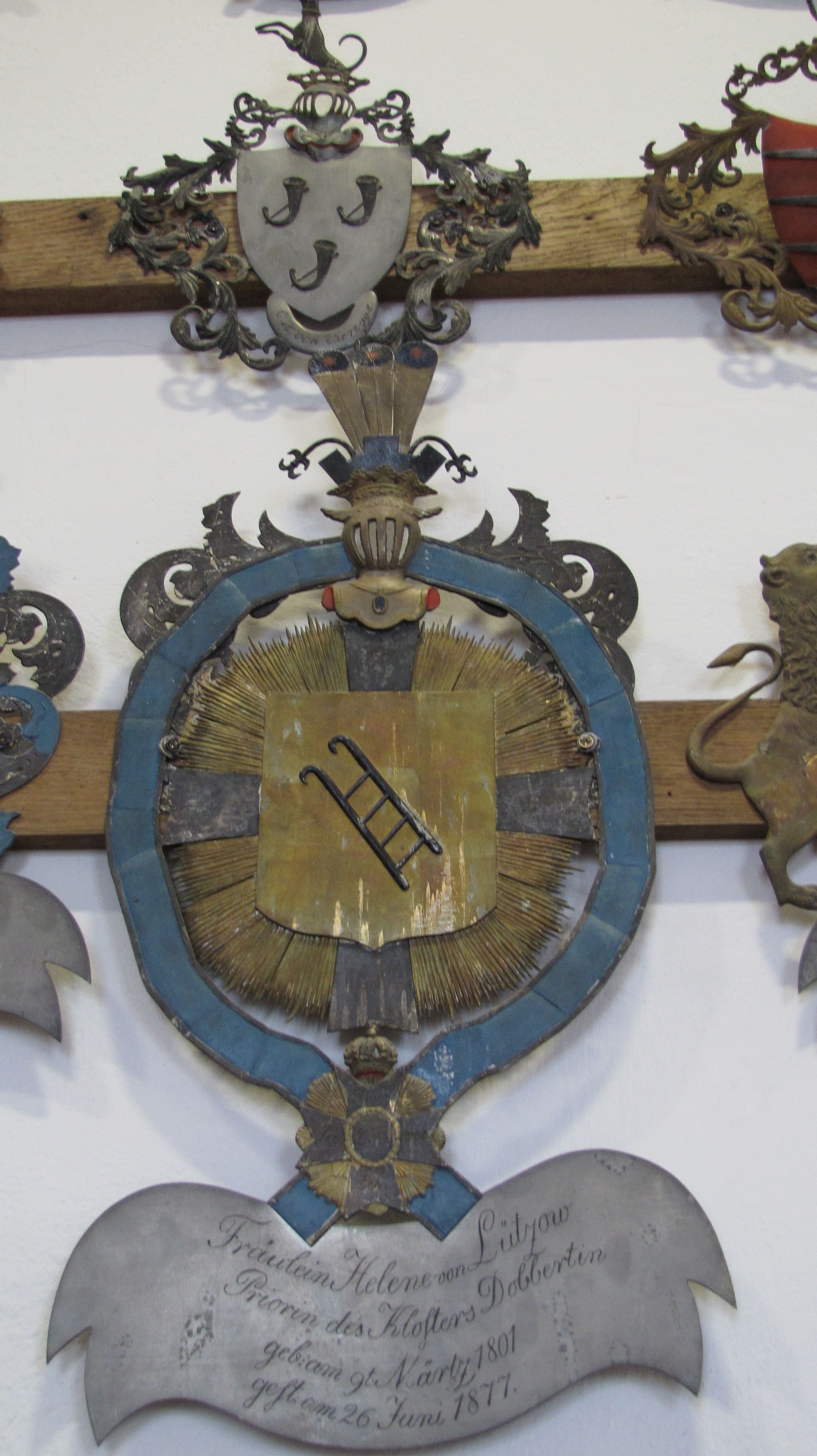
Priorin Helene von Lützow (2010)
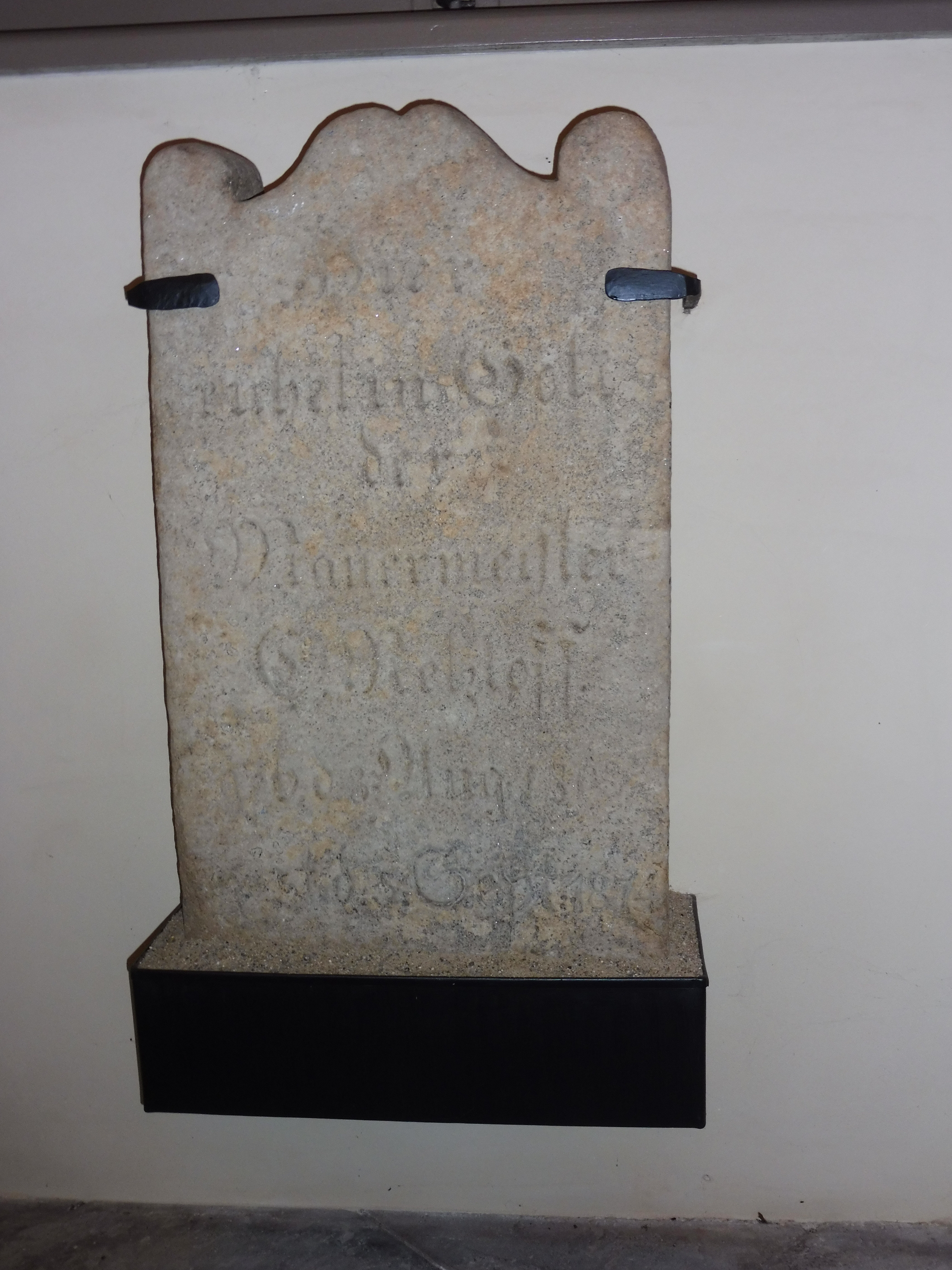
Grabplatte des Amtsmaurermeisters Christian Retzloff (2021)

### Historische Quellen
- Mecklenburgisches Urkundenbuch (MUB)
- Mecklenburgische Jahrbücher (MJB)
- Grossherzoglich Mecklenburg-Schwerinsche Staatskalender, Schwerin, Jahrgänge 1776–1930.

### Ungedruckte Quellen
Dänisches Reichsarchiv
- Mecklenburgica, Stiftsarkiv, Kloster Dobbertin.

Archiv der Hansestadt Lübeck (AHL)
- Altes Senatsarchiv, Externa, Deutsche Territorien und Staaten.

Hansestadt Wismar
- Stadtarchiv Hansestadt Wismar, Zeugenbuch, Akzisekammer Abt. III. Prozessakten, Testamentsachen.

Universität Rostock
- Juristische Fakultät, Spruchakten.

Universitätsbibliothek Rostock (UBR)
- Abteilung Sondersammlungen, Leichenpredigten, Mecklenburgische Reimchronik.

Rostock
- Stadtarchiv der Hansestadt Rostock, Plansammlung Rostocker St. Nikolaikirche.

Landeshauptarchiv Schwerin (LHAS)
- LHAS 1.5-4/3 Urkunden Kloster Dobbertin.
- LHAS 3.12-3/2 Klöster und Ritterorden, Kloster Dobbertin.
- LHAS 2.12-3/4 Kirchen und Schulen. Specialia.
- LHAS 2.12-3/5 Kirchenvisitationen.
- LHAS 3.2-3/1 Landeskloster/Klosteramt Dobbertin
- LHAS 3.2-4 Ritterschaftliche Brandversicherungsgesellschaft.
- LHAS 5.11-2 Landtagsversammlungen, Landtagsverhandlungen, Landtagsprotokolle, Landtagsausschuß.
- LHAS 5.12-4/2 Mecklenburgisches Ministerium für Landwirtschaft, Domänen und Forsten.
- LHAS 5.12-5/1 Ministerium der Finanzen, Hochbau, Amt Parchim.
- LHAs 5.12-7/1 Mecklenburg-Schwerinsches Ministerium für Unterricht, Kunst, geistliche und Medizinalangelegenheiten.
- LHAS 5.12-9/5 Landratsamt Parchim.
- LHAS 5.12-5/10 Zentralbauverwaltung. Verwaltung Staatsbauten 1851–1919.
- LHAS 10.09-L/6 Personennachlass Lisch, Friedrich (1801–1883). Nr. 193 Restaurierung der Klosterkirche in Dobbertin 1854–1858. Nr. 1114 Historienmaler Gustav Stever aus Hamburg.

Landeskirchliches Archiv Schwerin (LKAS)
- LKAS, OKR Schwerin, Specialia, Dobbertin.
- Abt. 1. Nr. 005, 006 Prediger 1792–1998.
- Abt. 1. Nr. 008, 009 Organisten und Küster 1825–1993.
- Abt. 1. Nr. 019 Beerdigungsgebühren der Kirchenprediger und Grablegate der Konventualinnen.
- Personalia und Examina.
- Geistliche Bauten Band 1–3, 1830–2001. Bauzeichnungen und Pläne kirchlicher Gebäude, Nr. 048 Lageplan Klosteranlage 1947 (Pergament) von  Adolf Friedrich Lorenz.
- Klosterkirche 1965–1996.
- Kirchhof 1881–1996.
- Generalia Glocken und Orgeln.

Pfarrarchiv Goldberg-Dobbertin.
- Chronik der Kirchgemeinde Dobbertin 1945–2010.
- Akten der Dobbertiner Kirchgemeinde.

Landesamt für Kultur und Denkmalpflege (LAKD)
- Archäologie, Ortsarchiv Dobbertin, Grabungsdokumentationen.
- Baudenkmalpflege, Ortsakten Kloster Dobbertin, Bauhistorische Berichte.

Staatliches Museum Schwerin
- Kupferstichkabinett

Landkreis Parchim
- Kreisarchiv Parchim. Nr. 39 Bau Kloster Dobbertin, Nr. 8000 Kirchenfragen Dobbertiner Konferenzen 1967–1987.

Stadt Goldberg
- Stadtarchiv Goldberg und Museum Goldberg. Nr. 88 Grenzstreitigkeiten, Nr. 901 Ordnungswidrigkeiten, Nr. 1079 Gerichtssachen.

Stadt Ribnitz-Damgarten
- Stadtarchiv, Bestand Kloster Ribnitz, Nr. 44 D–70 D, Kloster Dobbertin 1612–1891.

## Karten
- Direktorial-Vermessungskarte Von dem Hochadelichen Dobbertinschen Klosteramts, 1759.
- H. (Heinrich) C. (Christian) Stüdemann: Plan von dem Kloster Dobbertin mit Umgebungen  im Auftrage der Herren Klostervorsteher im Jahre 1841. Original im LAKD/AD Schwerin.
- Ritterschaftliche Brandversicherungsgesellschaft, Pläne vom Kloster Dobbertin mit Verzeichnis der Gebäude 1804–1878, Nr. 577–566.
- Plan von dem Kloster Dobbertin, in Berücksichtigung seiner umliegenden Wiesen. Angefertigt im Jahre 1863 von L. Barth, Ingenieur. Original in der Mecklenburgischen Landesbibliothek Schwerin.